# František Kaván

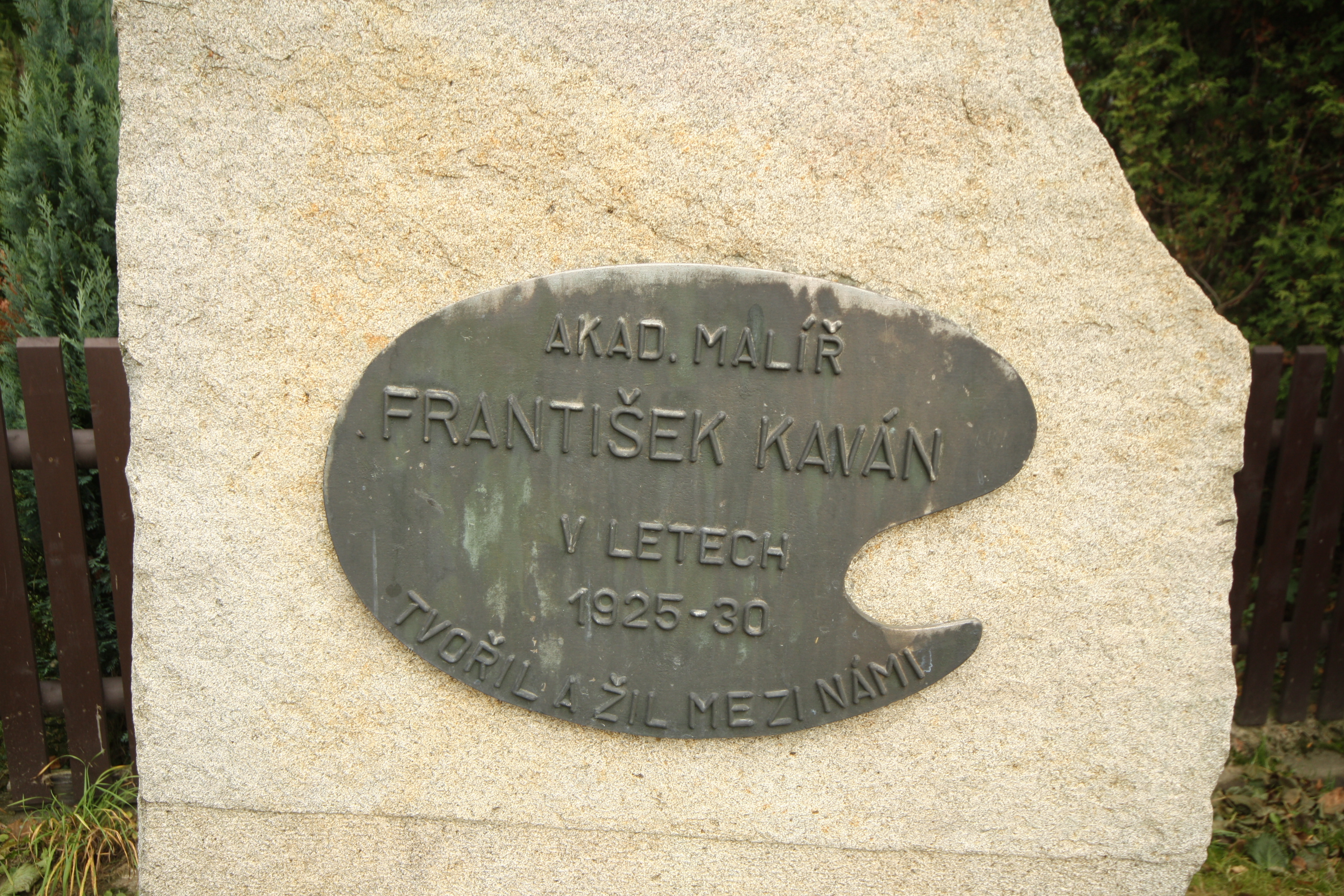
pamětní deska ve Svobodných Hamrech věnovaná Františku Kavánovi

František Kaván (10. září 1866 Víchovská Lhota u Jilemnice – 16. prosince 1941 Libuň) byl český malíř-krajinář, básník a překladatel z ruštiny. Studoval na pražské Akademii v krajinářském ateliéru u Julia Mařáka. V roce 1900 získal diplom a zlatou medaili na Světové výstavě v Paříži za obraz Podmrak, který vytvořil roku 1894 ve své rodné vsi.

## Život a dílo

### Mládí
František Kaván se narodil 10. září 1866 ve Víchovské Lhotě (Lhotě Víchovské), dnes součást Víchové nad Jizerou, do chudé rodiny chalupníka Davida Kavána a dcery chalupníka Anny rozené Kubátové. František měl dva mladší sourozence, Marii a Jana. Rodina byla hluboce věřící, předpokládá se, že patřili k jednotě bratrské, protože to bylo v regionu dosti běžné. Podle zápisu o křtu v katolické matrice narozených jsou ovšem oba Kavánovi rodiče zapsáni jako katolíci.
Školu navštěvoval v Křížlicích a teprve až od svých čtrnácti gymnázium v Hradci Králové, kde ho učil i klasický filolog Jan Červenka. V Hradci se poprvé seznámil s díly Antonína Chittussiho a Julia Mařáka, sám začal tvořit první malby (například civilní Telegrafní tyče nebo zelené variace Les u Víchovské Lhoty a Na Skalce Křížlické). Kvůli své první lásce Ludmile začal psát také první básně. Rodiče sice chtěli mít nejprve z Františka kněze, ale ten se po maturitě v roce 1889 rozhodl pro studium malířství, k čemuž nakonec rodiče svolili, když ho v tom podporoval i Mařák poté, co viděl jeho obrazy.

### Studia v Praze – 1. polovina 90. let
Doba, kdy se Kaván dostal do Prahy na Akademii výtvarných umění, byla v akademii pod Mařákovým vedením poznamenána velkými změnami, kdy se Mařák snažil přiblížit úrovni světových akademií. Byl také posílen profesorský sbor, objevili se zde malíři Maxmilián Pirner, Václav Brožík a Vojtěch Hynais. V celém českém umění se výrazně prosadil realismus, který je spojen například s silným fenoménem sporu o rukopisy, nebo výzdoba rekonstruovaného Národního divadla. V krajinářství se prosadil výše zmíněný Antonín Chittussi, o kterém pochvalně psal kritik Karel Boromejský Mádl nebo začínající Karel Matěj Čapek. Do tohoto prostředí nastoupil Kaván v akademickém roce 1889/1890 až v pololetí materiálně žalostně zajištěn. Mezi jeho spolužáky patřili starší Ferdinand Engelmüller, dále Antonín Slavíček, Václav Březina, Jan Minařík, Bohuslav Dvořák, Josef Holub, Jaroslav Panuška, mladičký Otakar Lebeda, nebo básník a malíř František Pečinka. Začínali v ateliéru budovy dnešní Uměleckoprůmyslové školy se špatnými světelnými podmínkami. Ve vzpomínkách spolužáků byl Kaván velmi skromný a dobrosrdečný, zároveň hned od počátku „malíř školený přírodou“.
Z tohoto období pochází malby V měsíční záři – oknem rodné chalupy (1890), Podzim u nás v Krkonoších (1891), toporné studie stromů a dnes neznámý Na vrcholu Kotle v Krkonoších, který se objevil na Jubilejní výstavě v roce 1891. V roce 1892 se Kaván zaměřil na barvu a odklonil se od náladovosti k realitě. Nejvýznamnější obraz tohoto roku je Ponikelská Dola (tematicky navazuje na Chittussiho Údolí Doubravky). Tato díla byla k vidění i k zakoupení na školní výstavě akademie a Kaván byl na ní jakožto začínající umělec výjimečně dobře ceněn K. M. Čapkem.
V témže roce došlo k otřesu tehdejšího pojetí umění poté, co vyšla programová stať F. X. Šaldy nazvaná Syntetism v novém umění, která velmi tvrdě napadla realismus Karla Václava Raise a jiných literátů, ovšem Raisovo pojetí bylo Kavánovi (podobně jako Slavíčkovi) velmi blízké, mimo jiné i tím, že se Rais zabýval regionem Kavánova původu. Také se konala retrospektiva A. Chittussiho.
Mezi lety 1892–1893 tvořil především obrazy výškového formátu (zde lze vidět předzvěst secese), je u nich kladen důraz na perspektivu (Potok u lesa) a na vzduch (Lávka k Betlému). Je znám jediný obraz ze školních exkurzí Skála u Berounky pod Srbskem, kde je patrné mísení romantických a realistických vlivů. Je vůbec zajímavé, že se Kaván poměrně málo účastnil studijních exkurzí (ty byly především do Zákolan a na Okoř). Z počátku roku 1893 jsou známé zimní krajiny Krajina na sněhu a krajina s táním Jilm 28. března. Nedatovaný obraz Zima na Ďáblickém vrchu, později kvůli své skicovitosti a úderným barvám nazvaný Imprese, z okolí Prahy je také možná z tohoto období. V létě tvořil na Labské boudě, což mu umožnilo stipendium udělené Josefem Hlávkou. Zde se nabízí otázka, proč si nevybral, jako většina ostatních obdarovaných, k studijnímu pobytu spíše Francii, centrum evropské kultury a hlavně zemi Kavánova oblíbence Camilla Corota či Charlese Daubignyho. V okolí Labské boudy (kam mimochodem chodil pěšky z Víchovské Lhoty) studoval tůně na Labi, kleče a rašeliniště, kompozičně je patrný vliv Chittussiho. V druhé části prázdnin potom jel poznávat dílo Chittussiho do jižních Čech, zde si oblíbil rybník Kaňov. Na konci prázdnin se ještě přesunul do Šárovcovy Lhoty, kde vytvořil obraz Po řepách u Lhoty Šárovcovy, který předznamenal cosi ze zásadního umělcova období 1894–1895.
O prázdninách 1894 namaloval u své chalupy jeden z nejvýznamnějších a do té doby největší obraz, Podmrak. Obraz zachycuje jednoduchý motiv zelené louky s cestou, celý laděný kvůli podmračené obloze, která tvoří velkou část obrazu, do šeda. V dáli na okraji cesty sedí žena s odloženými hráběmi, což dodává obrazu sociální rozměr. Obraz byl zakoupen mecenášem Hlávkou a dostal se na Exposition Universelle v roce 1900 v Paříži, kde byl oceněn zlatou medailí. Ze stejného prostředí, doby a stejné velikosti pochází i Frantova náladička, což je čistá krajina s obilným polem a dalekým průhledem, Kaván k ní v časopisu Niva publikoval báseň „Náladička“. O důležitosti tohoto obrazu svědčí i to, že Kaván vytvořil několik variací na stejné téma. Na podzim maloval v jižních Čechách vypuštěné rybníky – Vypuštěný malý Tisý a Na prázdném rybníce, tématem se poněkud sice odklonil od Chittussiho, ale kompozičně u něho zůstal.
V roce 1895 přinesli nový pohled na krajinomalbu do Čech skotští krajináři, jejichž vůdcem byl Robert Macaulay Stevenson, svou výstavou v Krasoumné jednotě (jejich vliv je zmiňován především u Slavíčka a Hudečka). V létě Kaván znovu hledal Chittussiho krajinu a jel do Železných hor, kde navštívil i malířovo rodiště Ronov nad Doubravou. Odtud pochází především dva rozměrnější obrazy Na Zlatém potoce pod Železnými horami a Železné hory – na potoce Třemošnickém, což jsou oba obrazy s důležitým prvkem potoka a propracovanou kompozicí. Na ně ještě téhož léta navázal Chalupami v Roudnici v Podkrkonoší.
Téhož roku vyšel Manifest české moderny, který vyzývá k zachycování vnitřní pravdy a ne fotografické pravdy vnější. Kaván v této době prožívá vnitřní rozpolcenost, kdy se v jeho realistické malbě objevují snahy o zachycení subjektivního pohledu. Ještě se vrátil do Krkonoš, kde vytvořil několik větších pláten. Poté ještě s Otakarem Lebedou maloval rybníky v jižních Čechách, ale tyto obrazy nebyly přijaty Mařákem a nakonec ani spolužáky kladně. Z těchto důvodů se Kaván rozhodl v pololetí 1896 opustit akademii a živit se jako svobodný umělec.

### 2. polovina 90. let
Odklon od realismu a následný odchod z akademie byl ovlivněn skupinou kolem Moderní revue (vznikla 1894), nejprve Jiří Karásek ze Lvovic a později Karel Hlaváček, která mu byla svým symbolisticko-dekadentním programem blízká, na druhé straně mu nebylo blízké aristokratické pojetí života, které bylo hlásáno symbolistou Mallarmém. Sám o svém díle v této době mluvil jako o romantickém symbolismu. Kaván byl od roku 1896 členem Umělecké besedy, od roku 1897 SVU Mánes.
V roce 1896 přijal pozvání bývalého spolužáka Otakara Hrušky a odjel do Dobrušky, kde pracoval nějakou dobu, nicméně toto období je poznamenané častým stěhováním. Publikoval básně v Nivě a také v Rozhledech, přičemž se seznámil s vydavatelem Josefem Pelclem. O Vánocích 1896 poprvé vystavoval mimo školní výstavu v Umělecké besedě, zde se objevila díla z Železných hor, konkrétně z Bojanova. Čapek po výstavě označil Kavána za „nejsilnějšího a nejmarkantnějšího talenta našeho krajinářství“. Náměty z Bojanova zachycoval až do roku 1897. Krajiny pojímal „nekrajinářsky“. Namaloval například Odtékání (Čapek označil obraz jako impresionistický, ale v této době nedošlo k ustálení toho termínu tak, jak ho chápeme dnes), Chátrání, Klekání a Milosrdenství přetrvá. Po zániku Nivy v roce 1898 přispíval do Nového života vydavatele Karla Dostála-Luinova (čímž se sblížil s katolickou modernou, kde byla činná i jeho sestra Marie). Vystavoval na prvních dvou výstavách SVU Mánes a byl přijat spíše rezervovaně.
Na druhé výstavě Mánesu předvedl obrazy z okolí Týniště nad Orlicí, kam se v roce 1898 přestěhoval (Polní koutek, dále nám dnes neznámé Ej žitko, žitko). Velmi záhy se opět přestěhoval, do Blešna, odkud jezdil malovat do okolí Hradce a Pardubic. Důležitý námět tvoří vrby. maloval také na Kozákově a Malé Skále. Vrby použil na černobílé expresivně laděné ilustraci k básni Jana Opolského. Ilustroval také báseň „Mdlý večer“ Karla Hlaváčka vydanou při příležitosti jeho předčasné smrti. Pro jeho malbu z okolí Malé Skály je typické romantické ladění a jistý návrat k realismu. Sám se vyjádřil, že mínil požádat o návrat do Mařákovy školy, ale tento plán vzal za své kvůli profesorově smrti. Nedlouho před Mařákovou smrtí o něm ještě publikoval studii (už třetí, před tím publikoval o Slavíčkovi a Panuškovi). Jedna z prvních je z tohoto období schematická barevná kresba Příprašek. Tvorba je ovlivněna jeho návštěvou ve Vídni, kde mohl lépe studovat Corota, dost možná i Sisleye a Pissarra. Obrazy zachycují prakticky výhradně přírodní krajinu ve velkých plochách.

### Návrat k realismu, zimní krajiny

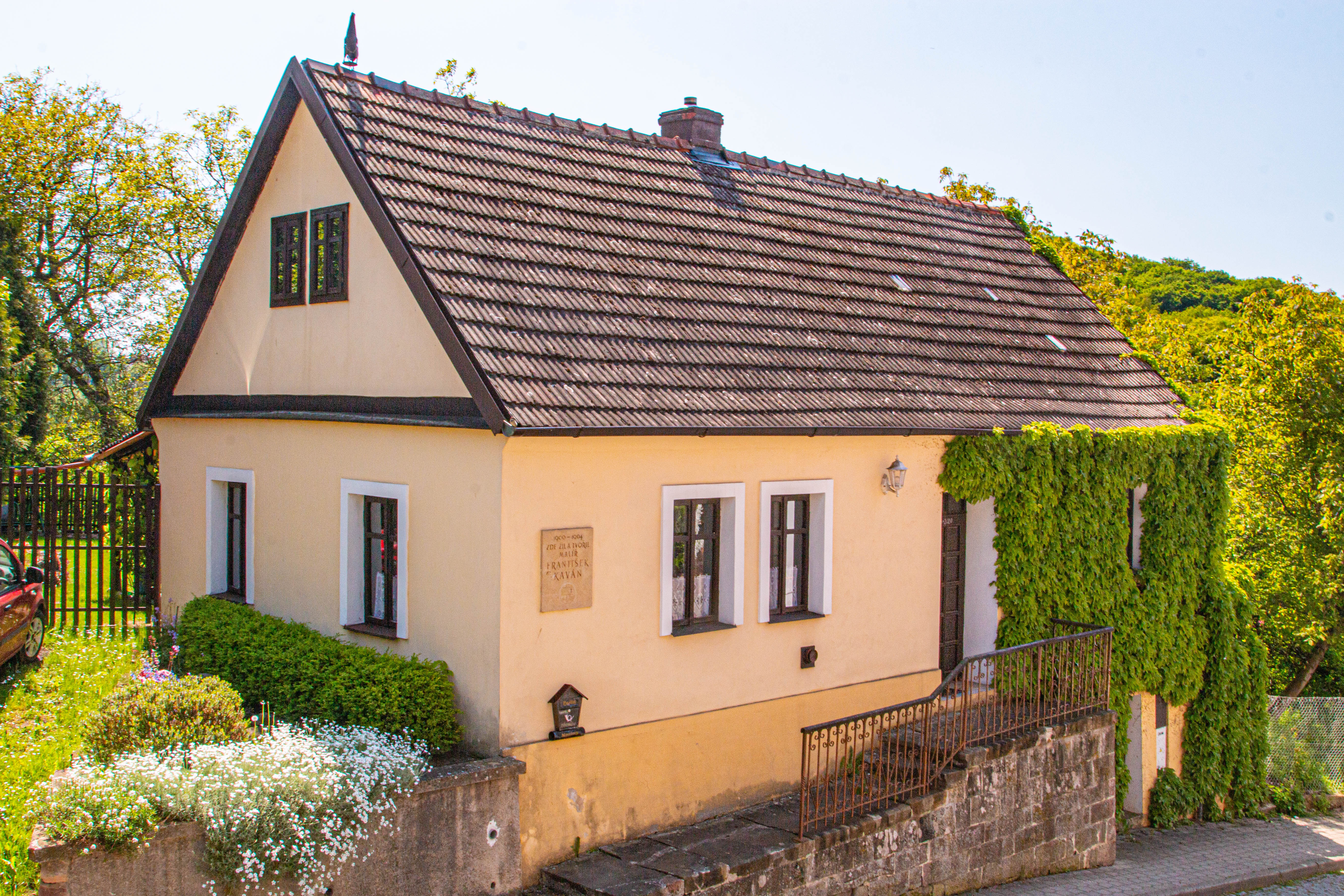
Kavánův dům v Železnici

Výrazný přechod v Kavánově životě znamenalo přesídlení do Železnice, kde pobýval mezi lety 1900 a 1904. Byla to doba šťastná, znamenající zlepšení existenčních podmínek (hlavně díky obchodním zásahům jeho ženy Heleny). I v uměleckém stylu došlo ke zklidnění a návratu k realismu, zcela zásadní roli potom hrají zimní krajiny (Můstek, Po ránu, Přeháňky od Tábora). Dle Karla Vancla v tomto období s oblibou maluje malé formáty 20 x 29 cm a 25 x 35 cm. Jeho rukopis je citlivý a v detailech virtuózní. V obecné kultuře se prosadil pozitivní přístup S. K. Neumanna. Zlepšení existenčních podmínek mu umožnilo přestěhovat se v roce 1904 do Vítanova, kde si pořídil vlastní domek. Ten o dva roky později prodal a odstěhoval se do Nové Vsi nad Popelkou. Do Vítanova se ale v roce 1909 vrátil a zůstal tam až do roku 1922. Z tohoto období kvalita obrazů kolísá. Často maloval řeku Chrudimku (Chrudimka pod sněhem). Mezi zásadnější malby patří Kupky u Hlinska z roku 1919. Bezprotředně v plenéru nejčastěji maluje na kartóny formátu 40 x 50 cm. Jeho rukopis se postupně zjednodušuje a je více sumární.
Odchod na venkov je někdy spojován s filozofií Lva Nikolajeviče Tolstého. Kavánovi v roce 1902 vyšla sbírka Tolstého povídek přeložených do krkonošského nářečí s názvem Poudačky: Nářečím z nad Jilemnice přeložil Kavánů František a mimoto je známa jeho obliba ruských autorů jako byl Gogol či Dostojevský. V roce 1909 se v soukromé korespondenci pochvalně vyjádřil o dílech mladých umělců Kubína, Špály a Filly a zároveň vyjádřil obavu o svoji uměleckou budoucnost v kontextu moderního umění, což mohl být další důvod k životu v ústraní.
V roce 1922 se přestěhoval do Libuně, ale tamní prostředí nebylo vhodné pro jeho nemocnou ženu Helenu. V roce 1923 měl výstavu v Hlinsku pod patronací kronikáře Karla Václava Adámka. V roce 1925 se přestěhoval do Svobodných Hamrů, kde po necelém roce zemřela jeho žena. K hlavním obrazům konce 20. let patří Cesta k zapadlému malíři (dnes neznámá) a Přesýpání nálad.

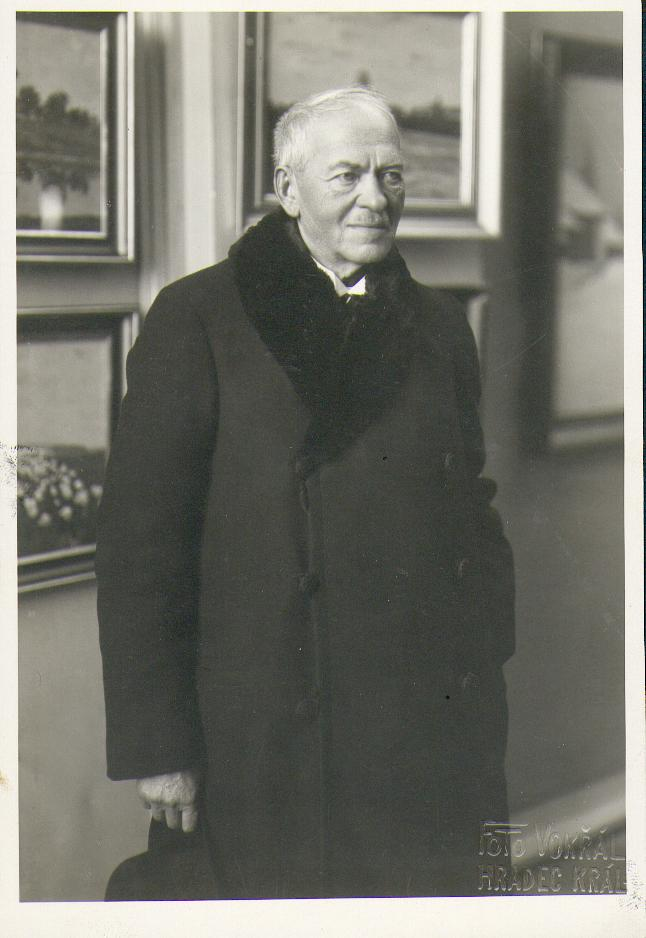
František Kaván na své výstavě v muzeu v Hradci Králové, 1932

### Závěr života (30. léta)
Kaván se na sklonku svého života těšil stále narůstající oblibě, ale zároveň toto období bylo poznamenáno úbytkem fyzických sil, což mělo za následek vytváření menších, jednodušších a lehce napodobitelných obrazů.
Na přelomu desetiletí proběhla výstava Julia Mařáka a jeho školy, Kaván se oženil s Pavlou Šírovou, vdovou po Janu Šírovi. Poměrně důležitý byl také Kavánův vstup do Jednoty umělců výtvarných, to bylo dáno tím, že v Mánesu se začalo prosazovat moderní umění, s kterým by Kaván neměl šanci. Zatímco Jednota zastávala tradiční hodnoty. Dne 19. května 1931 se stal řádným členem České akademie věd a umění. Podruhé se přestěhoval do Libuně, kde měl konstantní přísun objednávek, většinou obstarávaných jeho druhou ženou. Právě třicátá léta jsou ale typická velkým počtem padělků, které nesl Kaván velmi těžce.
Jeden z jeho posledních obrazů jsou Malé Krkonoše, který namaloval po zabrání Sudet a vytvoření Protektorátu Čechy a Morava.

### Rodinný život
František Kaván se poprvé oženil v srpnu 1896, s Helenou Váňovou (?? Lébény ( Maďarsko) – 9. 7. 1926 Polička), dcerou řemeslníka z Vysokého Mýta. Ta byla nepraktickému malíři životní oporou. Zemřela v nemocnici v Poličce, dříve, než mohla být operována.
Jeho druhá svatba s konala v Nuslích dne 31. května 1930. Manželkou se stala Pavlína Šírová, rozená Skřivanová (29.4.1879 Jílové – 30. 5. 1942 Praha). Pavlína Šírová byla vdovou po příteli Františka Kavána, pardubickém malíři Janu Šírovi. Zasloužila se o Kavánovo uznání ve stáří. Manželé se přestěhovali do Libuně, kde František Kaván dožil. Pochován je v rodinné hrobce v Libuni. Na náhrobku je umístěna busta od sochaře Karla Pešaty.

## Zastoupení ve sbírkách
- Národní galerie v Praze
- Galerie středočeského kraje v Kutné Hoře
- Alšova jihočeská galerie v Hluboké nad Vltavou
- Severočeská galerie výtvarného umění v Litoměřicích
- Galerie moderního umění v Roudnici nad Labem
- Galerie moderního umění v Hradci Králové
- Galerie výtvarného umění v Ostravě
- Galerie výtvarného umění v Chebu
- Muzeum umění Olomouc
- Galerie umění Karlovy Vary
- Západočeská galerie v Plzni
- Krajská galerie výtvarného umění ve Zlíně
- Oblastní galerie Vysočiny v Jihlavě
- Oblastní galerie v Liberci
- Památník národního písemnictví
- Galerie Klatovy / Klenová
- Česká pojišťovna, Praha
- Městské muzeum, Dobruška
- Městské muzeum a galerie Vodňany
- Muzeum Českého ráje v Turnově

## Galerie

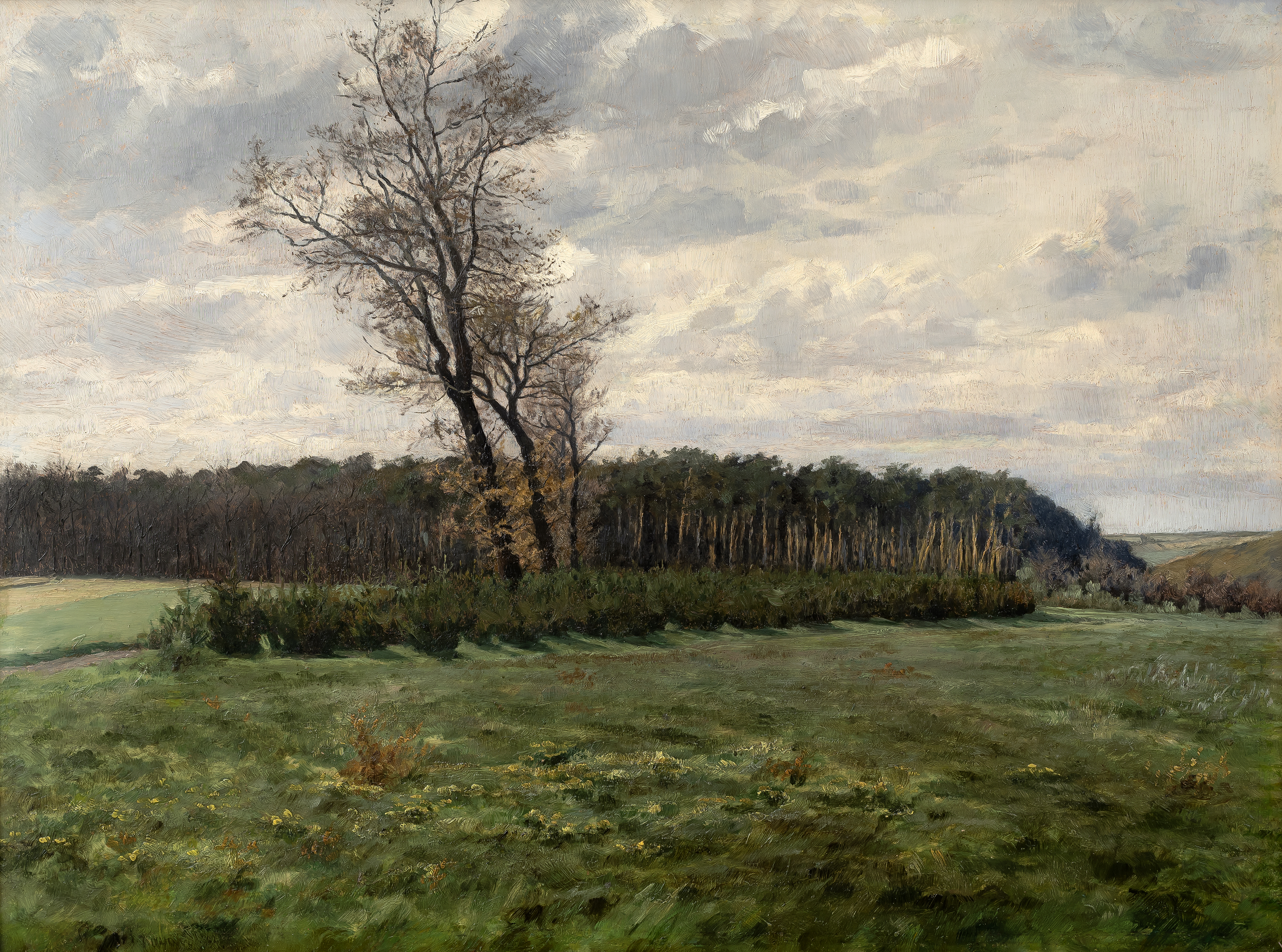
František Kaván (1893-94)
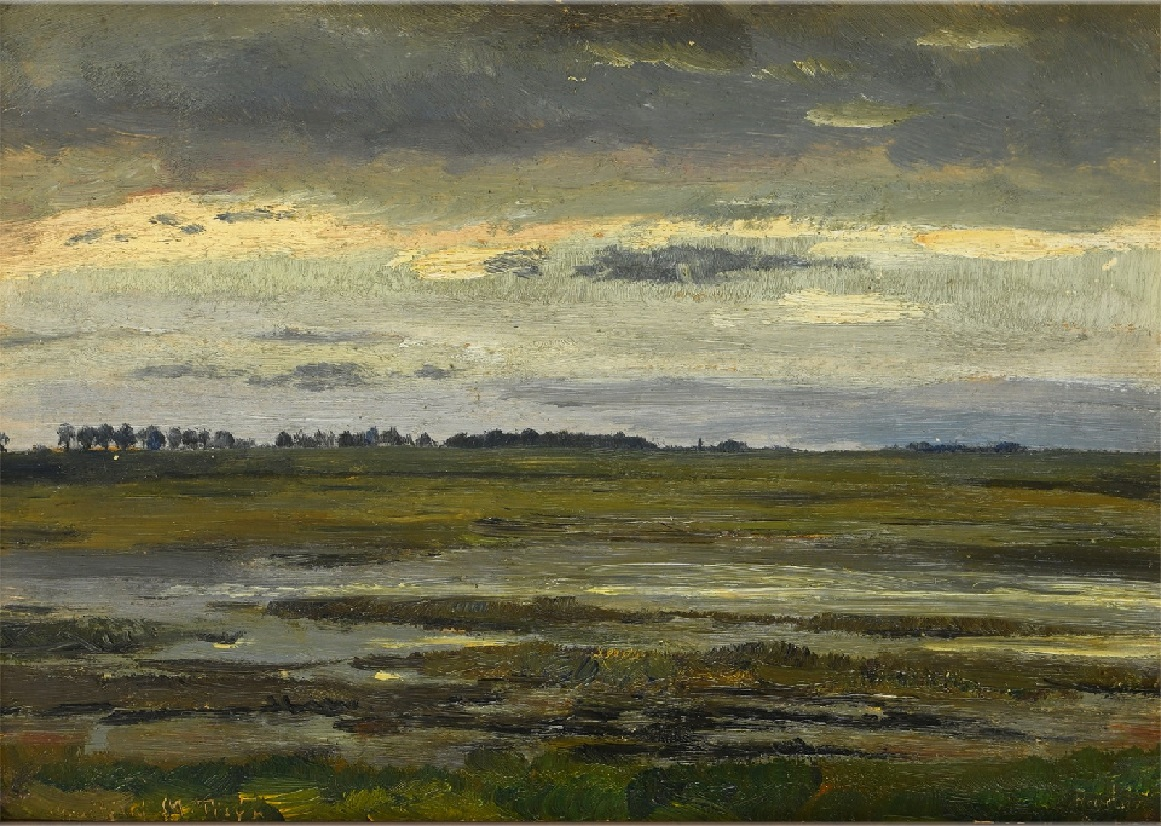
František Kaván Vypuštený Malý Tisý (1893-94)
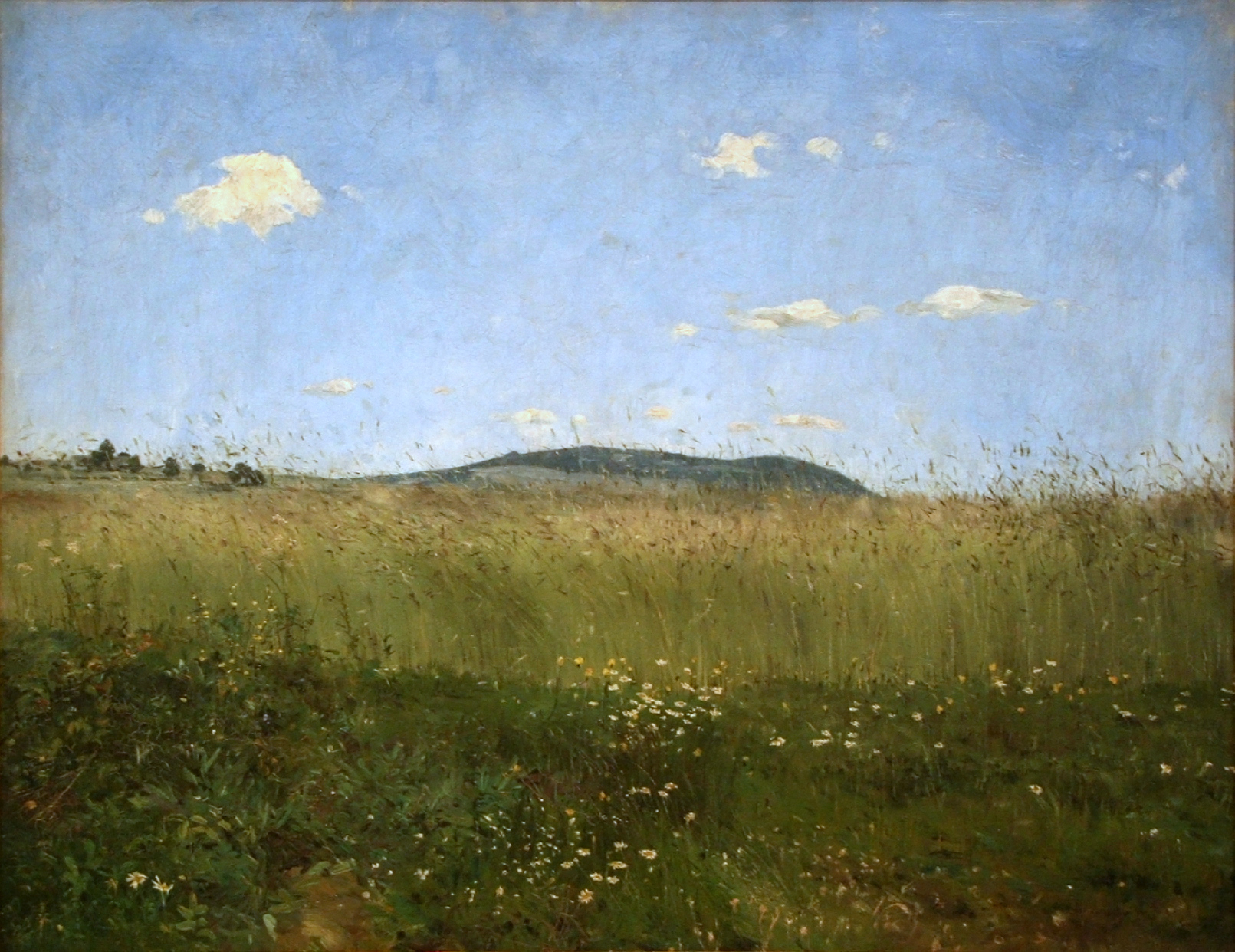
František Kaván Na vzduchu domova (1895)
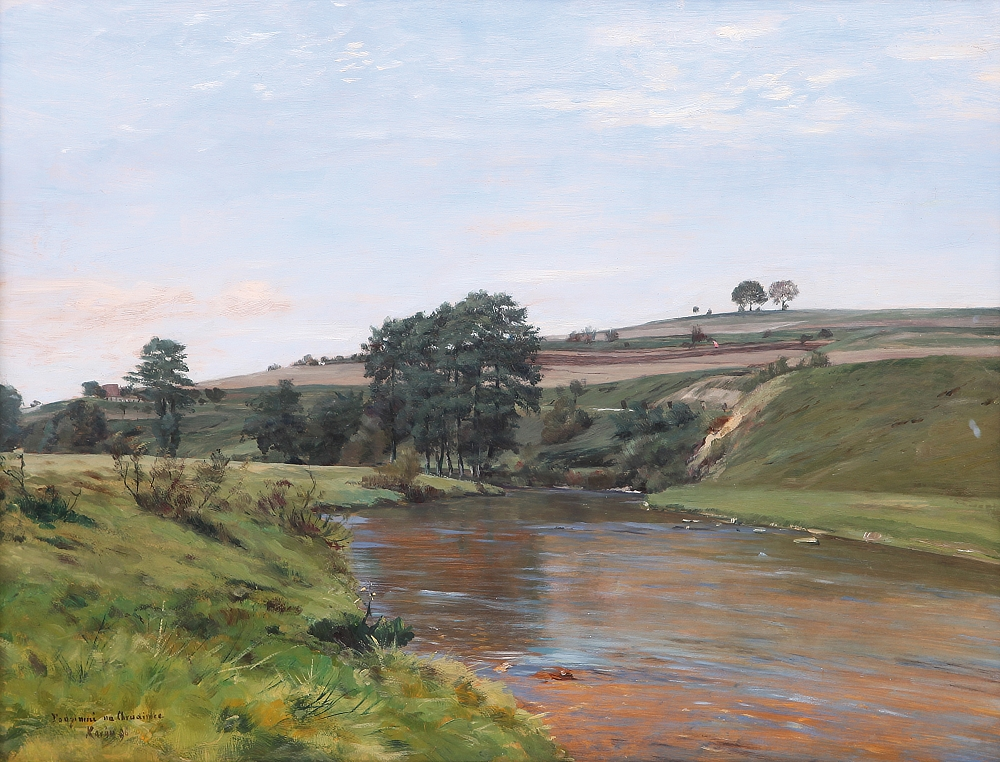
František Kaván Podzim na Chrudimce (1896)
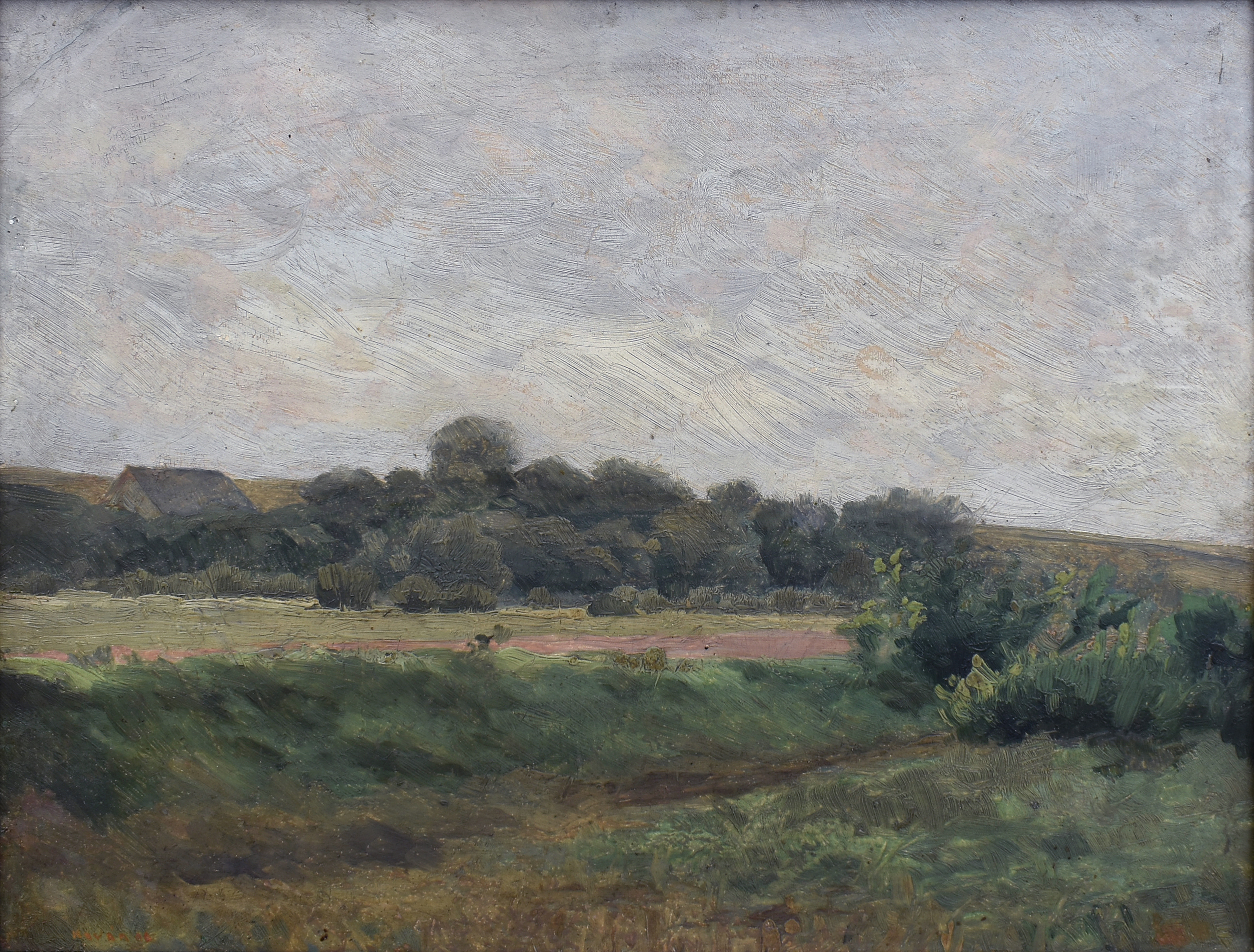
Kaván František (Krajina 1996)
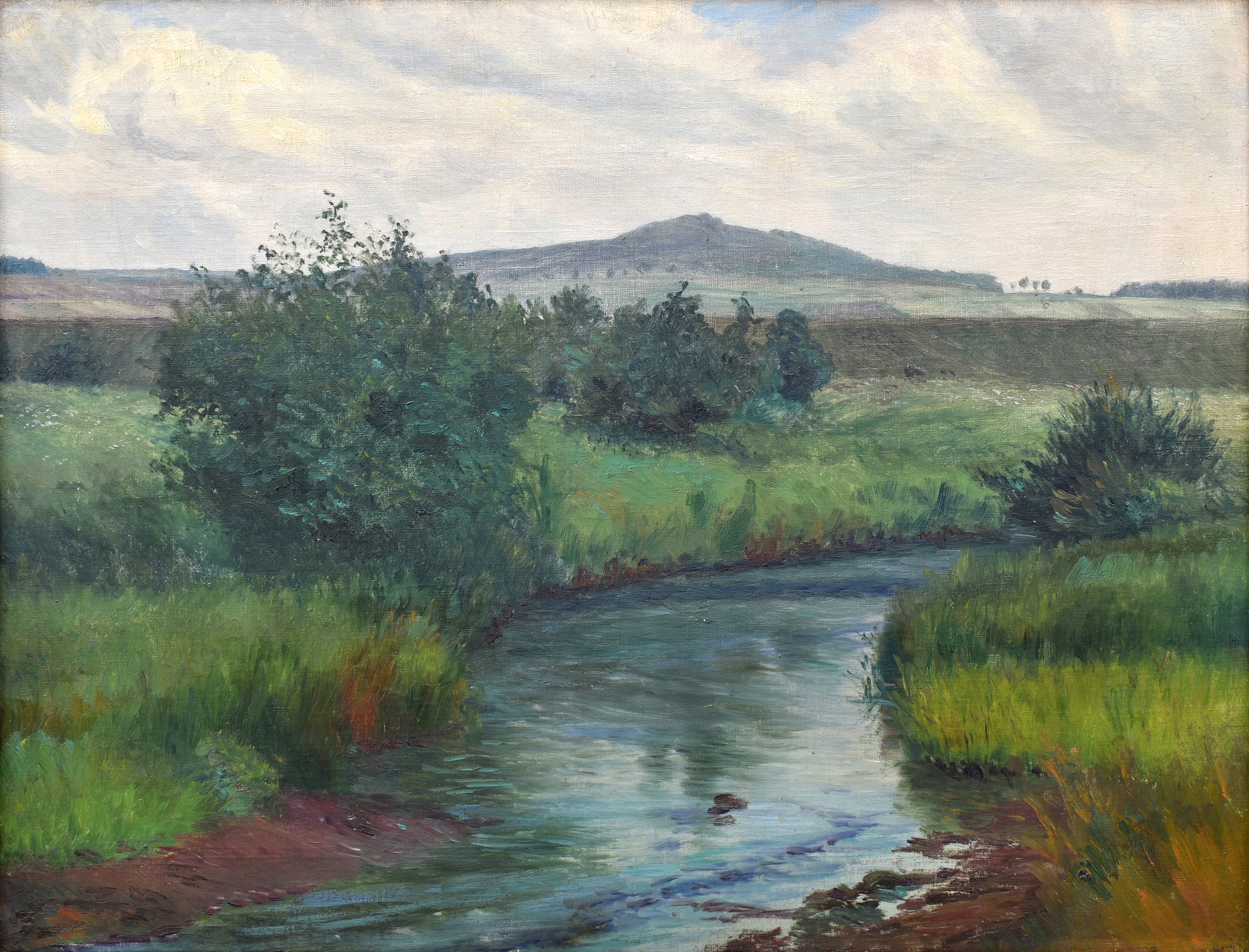
František Kaván Krajina s řekou (1896)
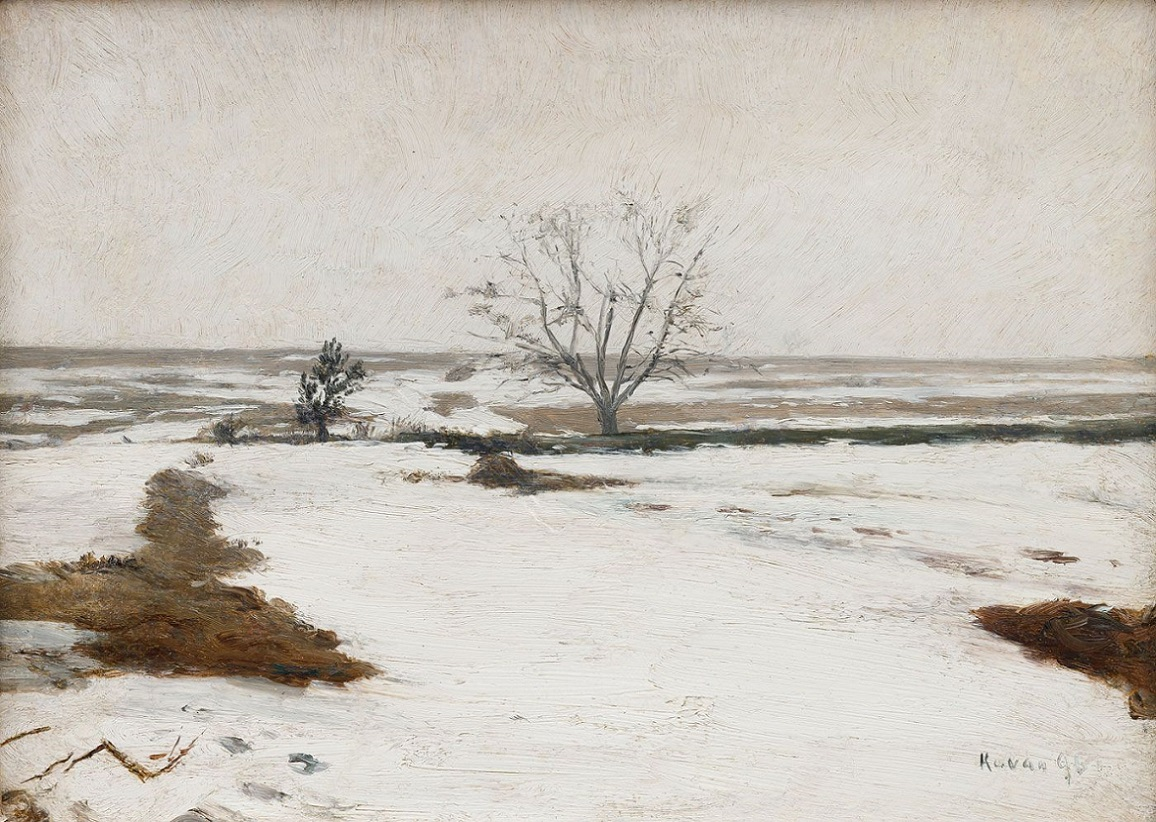
František Kaván Strom v krajině (1896)
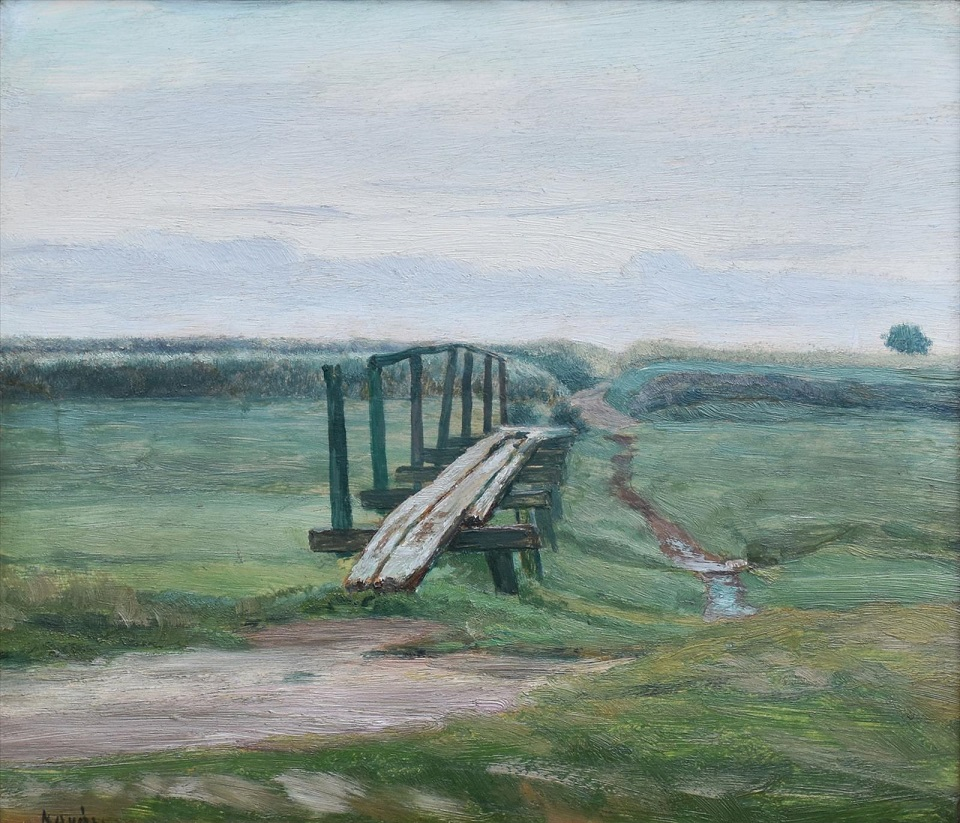
František Kaván Lávka (1896)
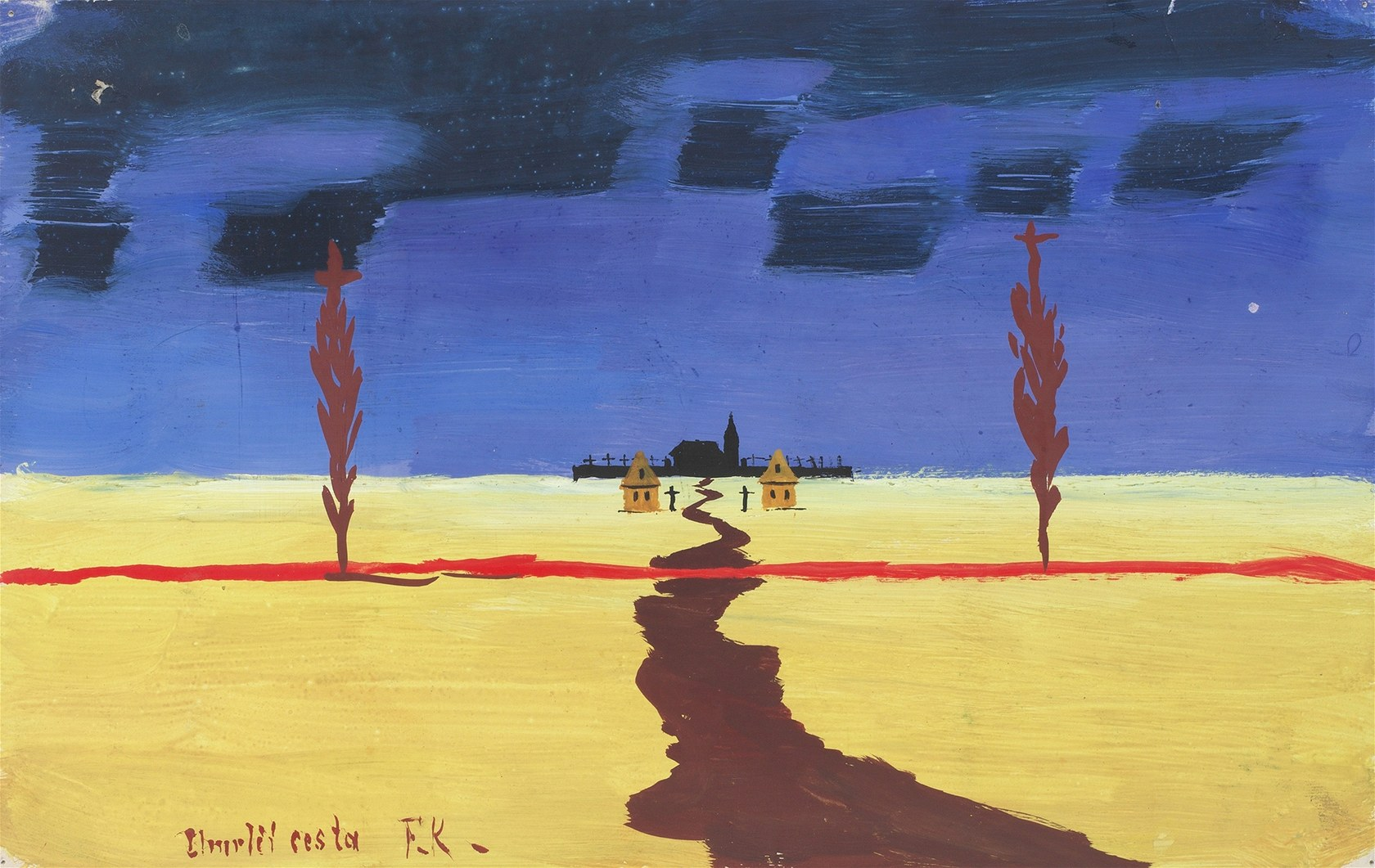
František Kaván Umrlčí cesta (1895–96)
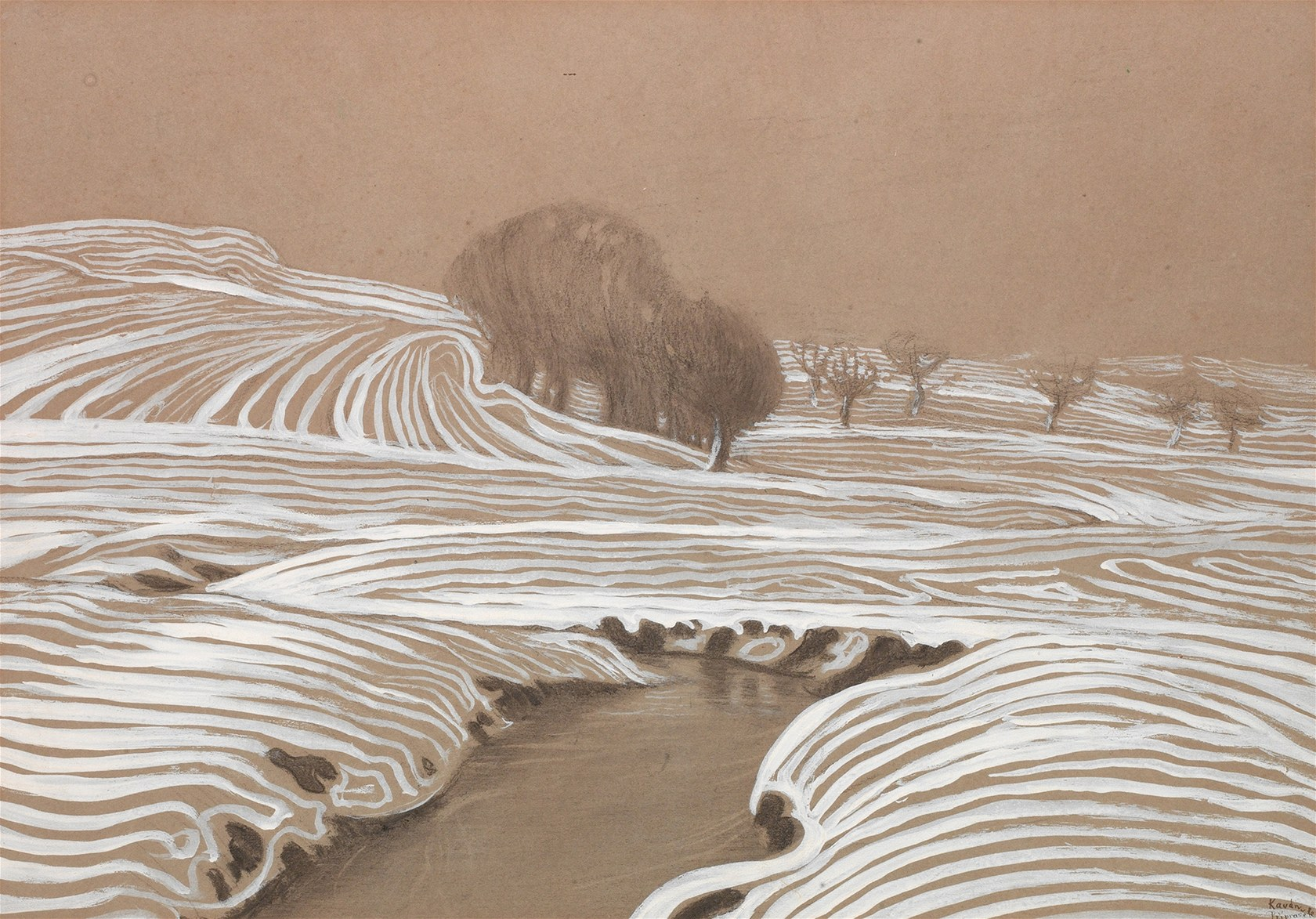
František Kaván Příprašek (1898-99)
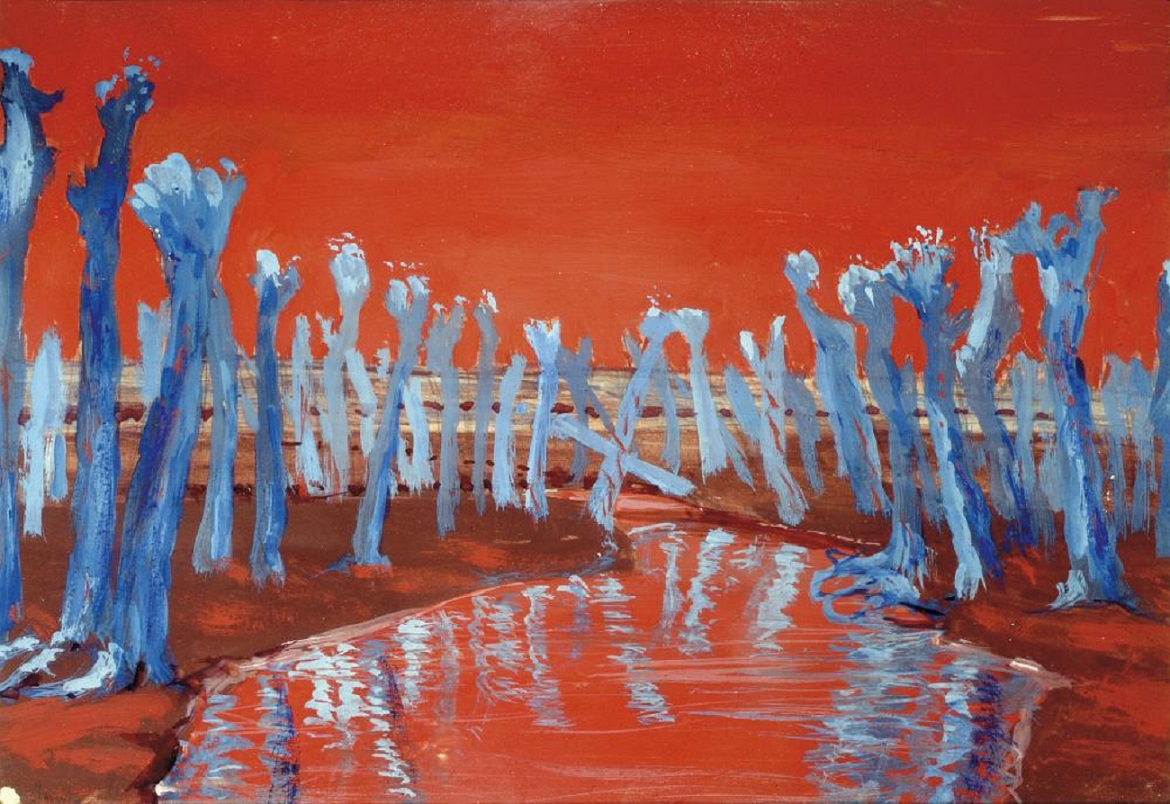
František Kaván Zoufalství (1899)
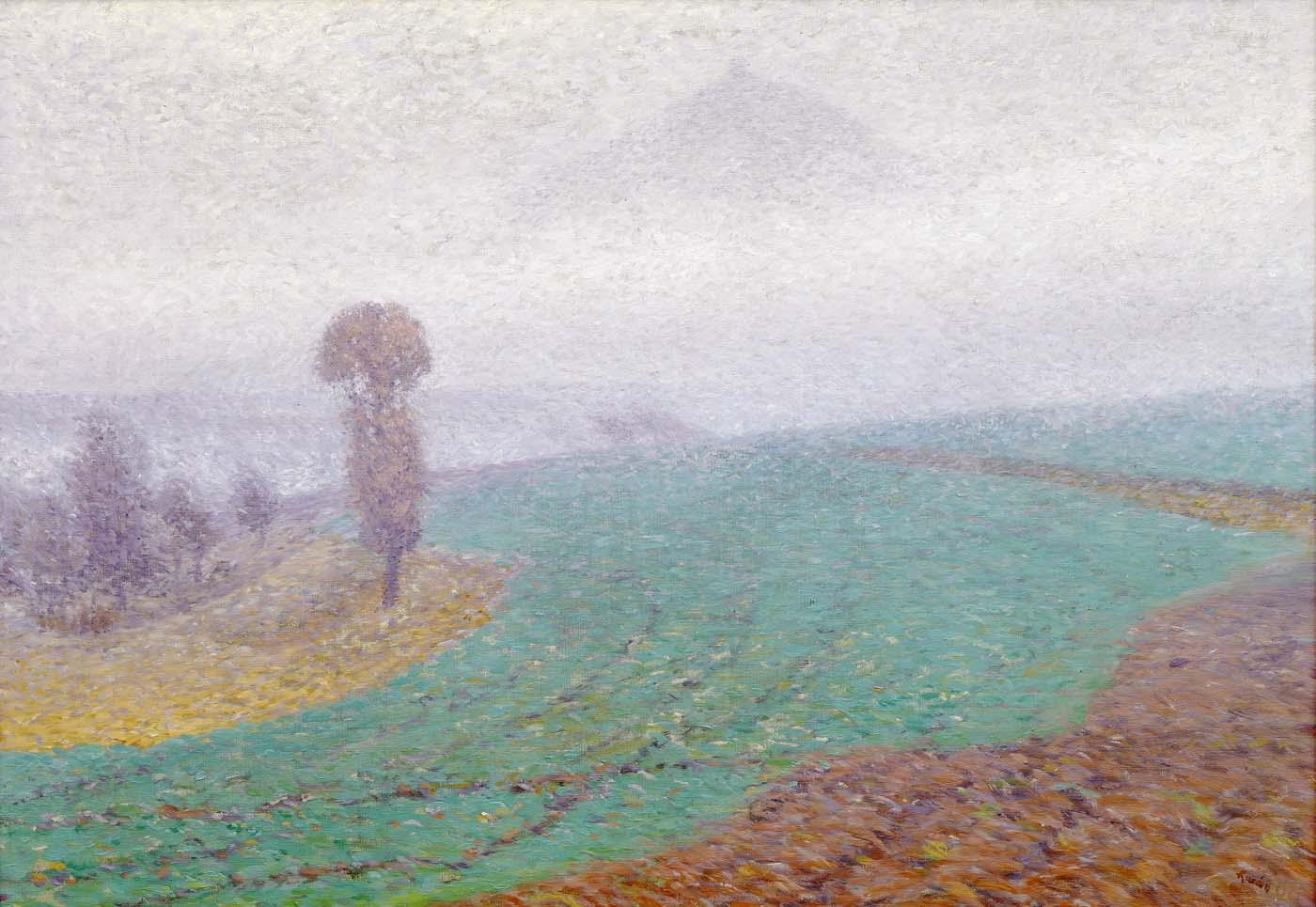
František Kaván Podzim u Jičína (kol. 1900)
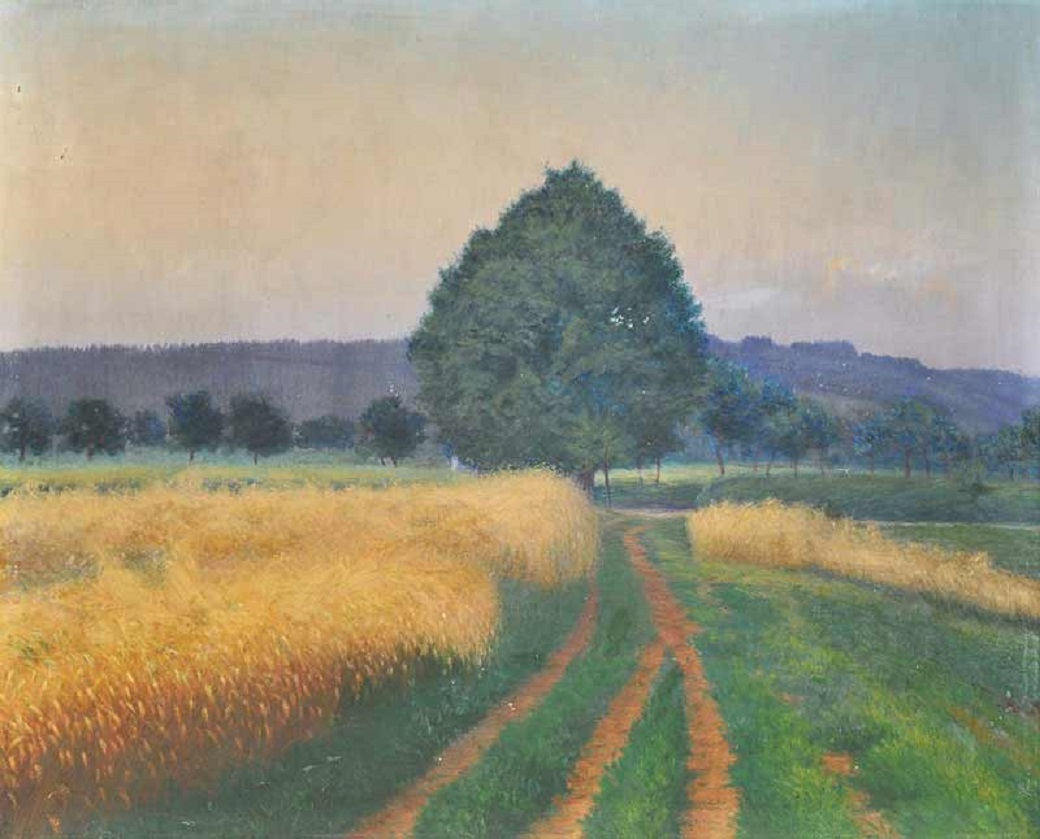
František Kaván Strom v polích (kol. 1899)
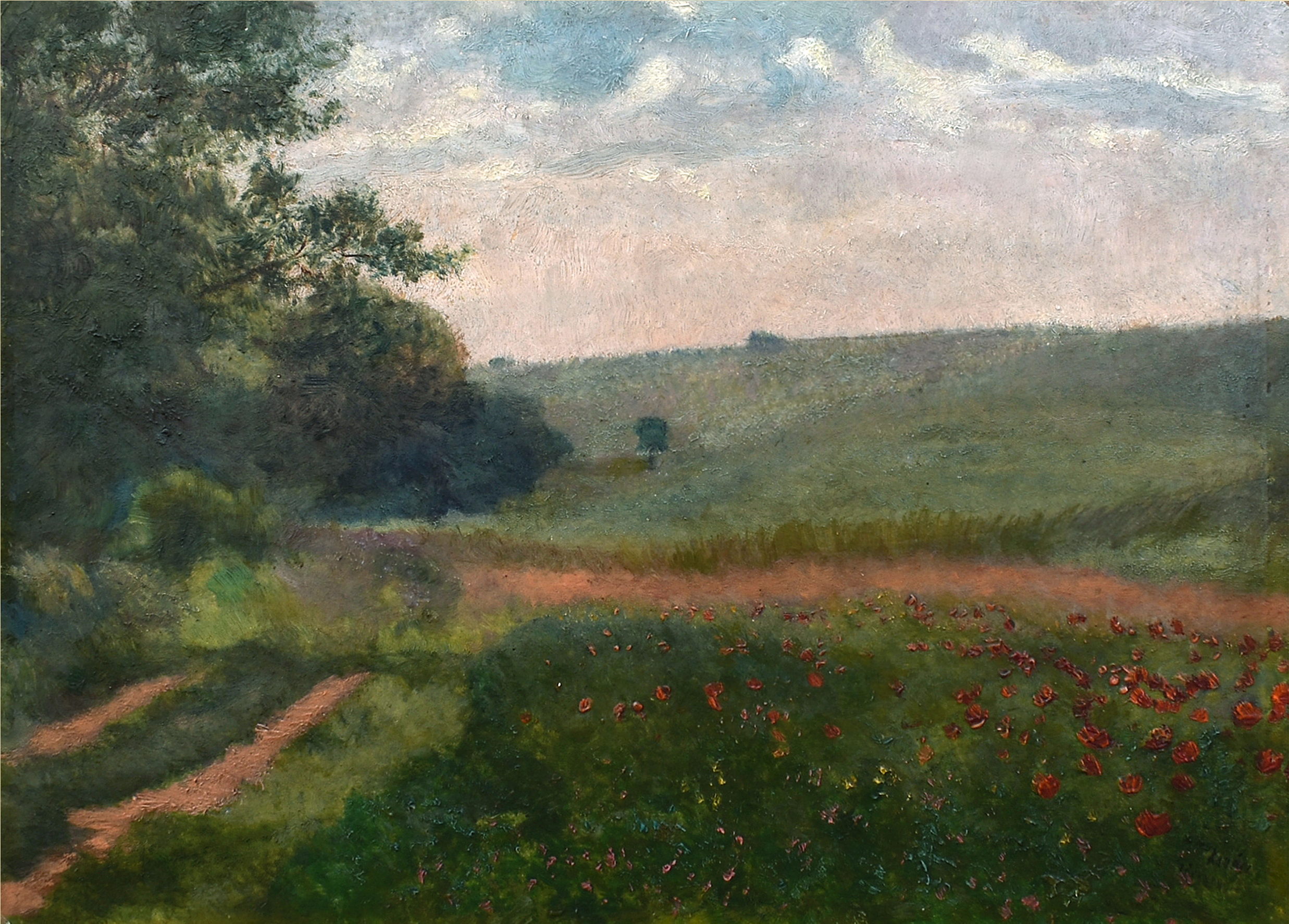
František Kaván Máky
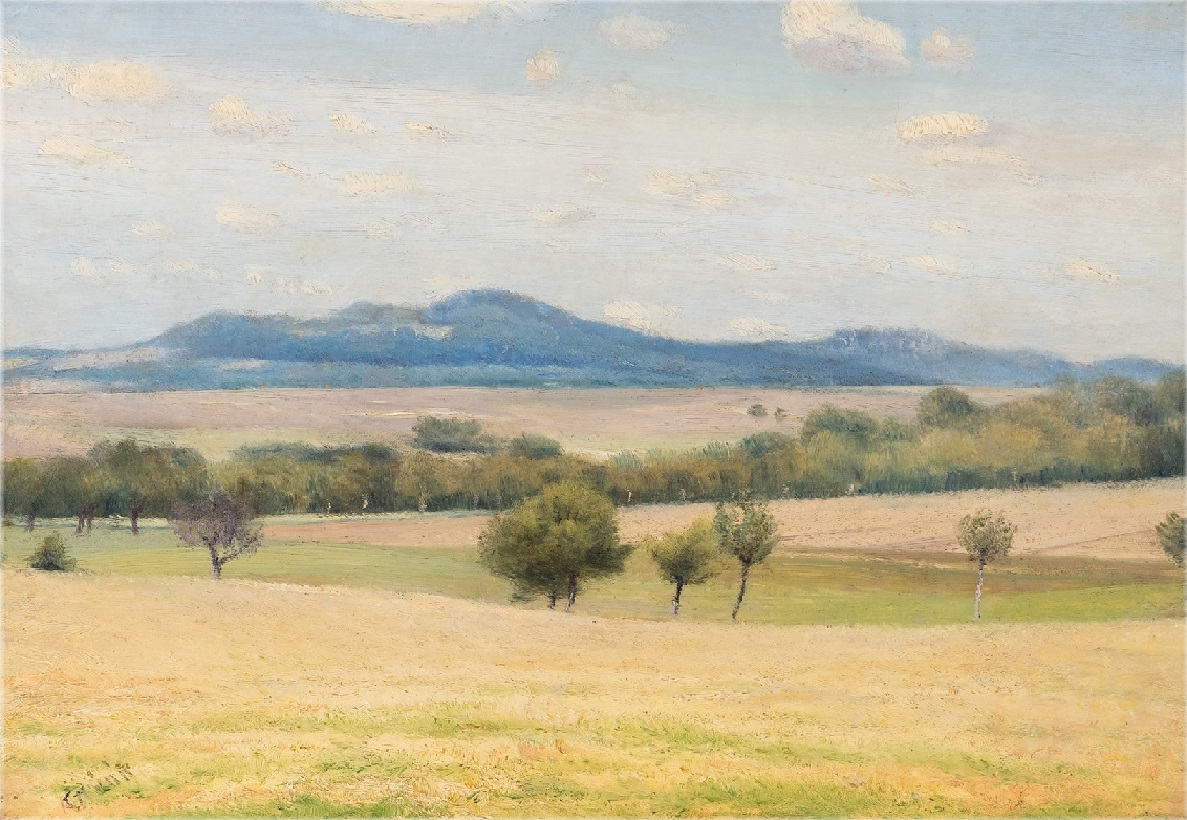
František Kaván Krajina u Kozákova
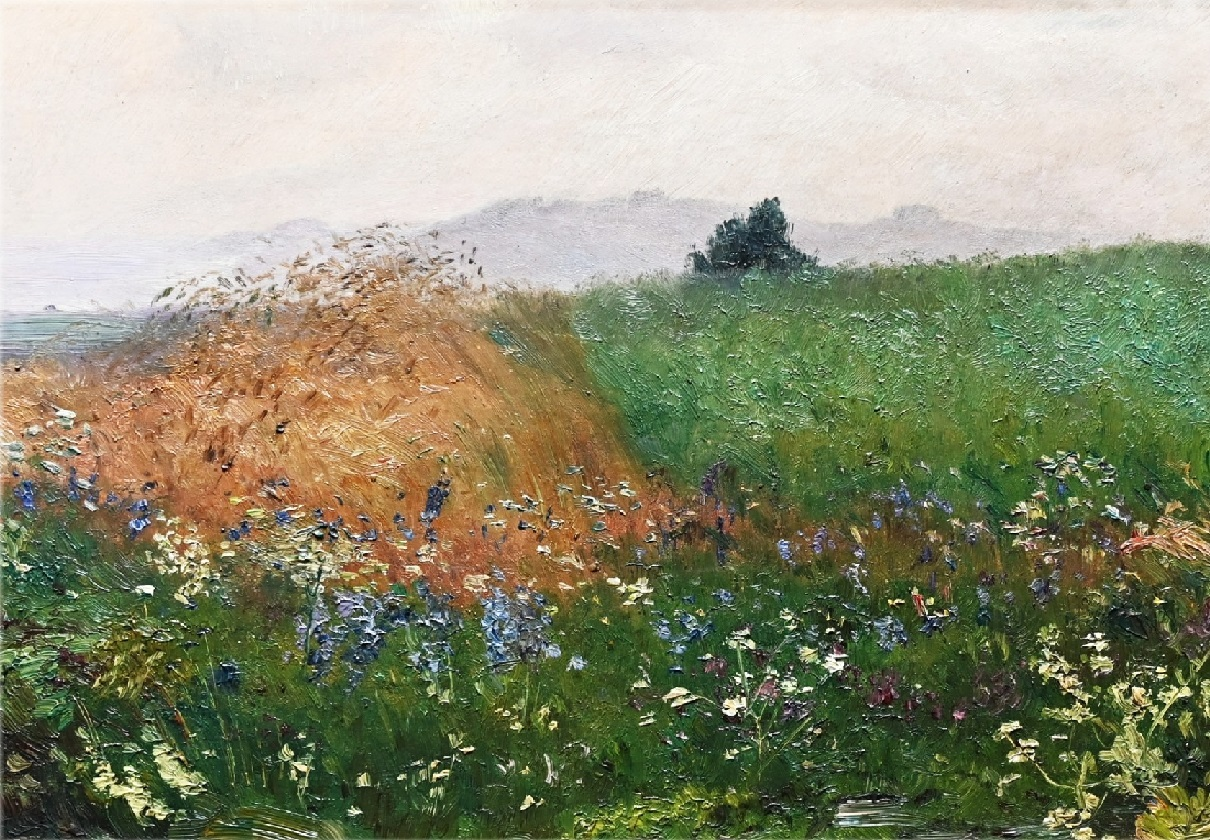
František Kaván Z Podkrkonoší
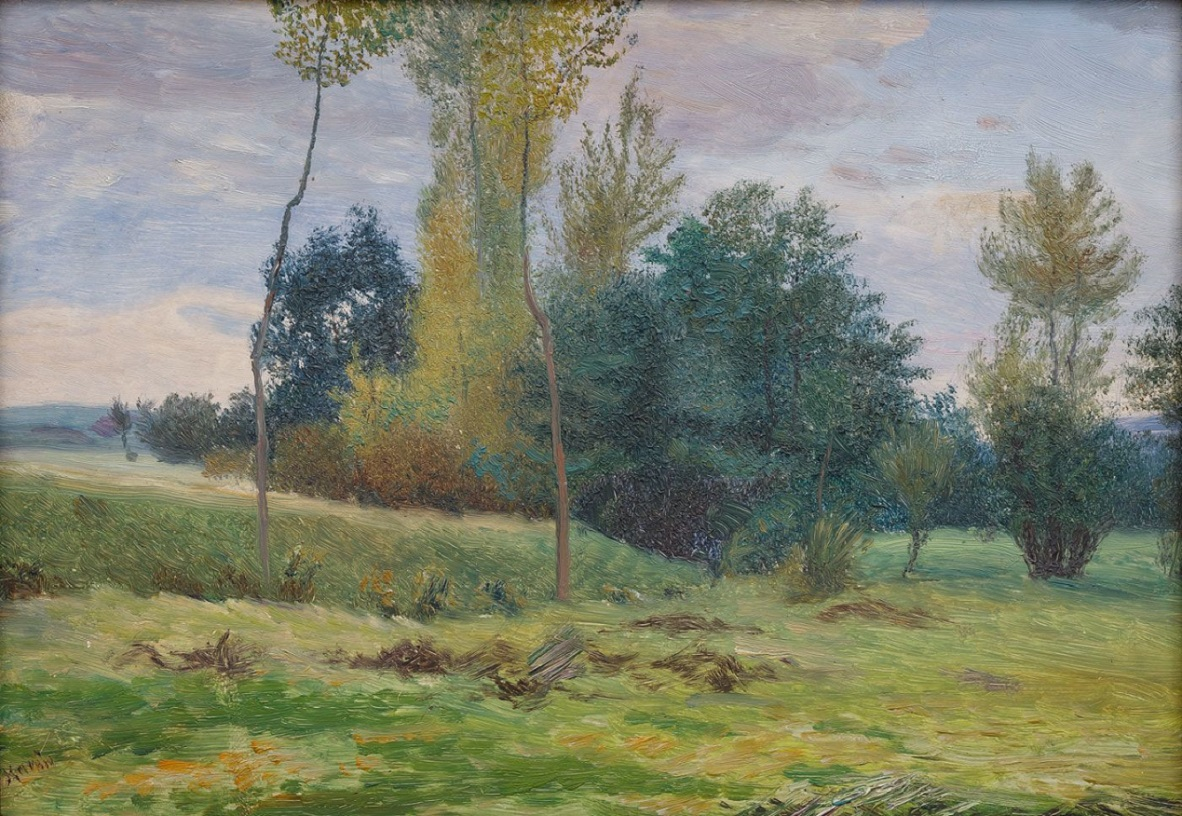
František Kaván Louka u remízku
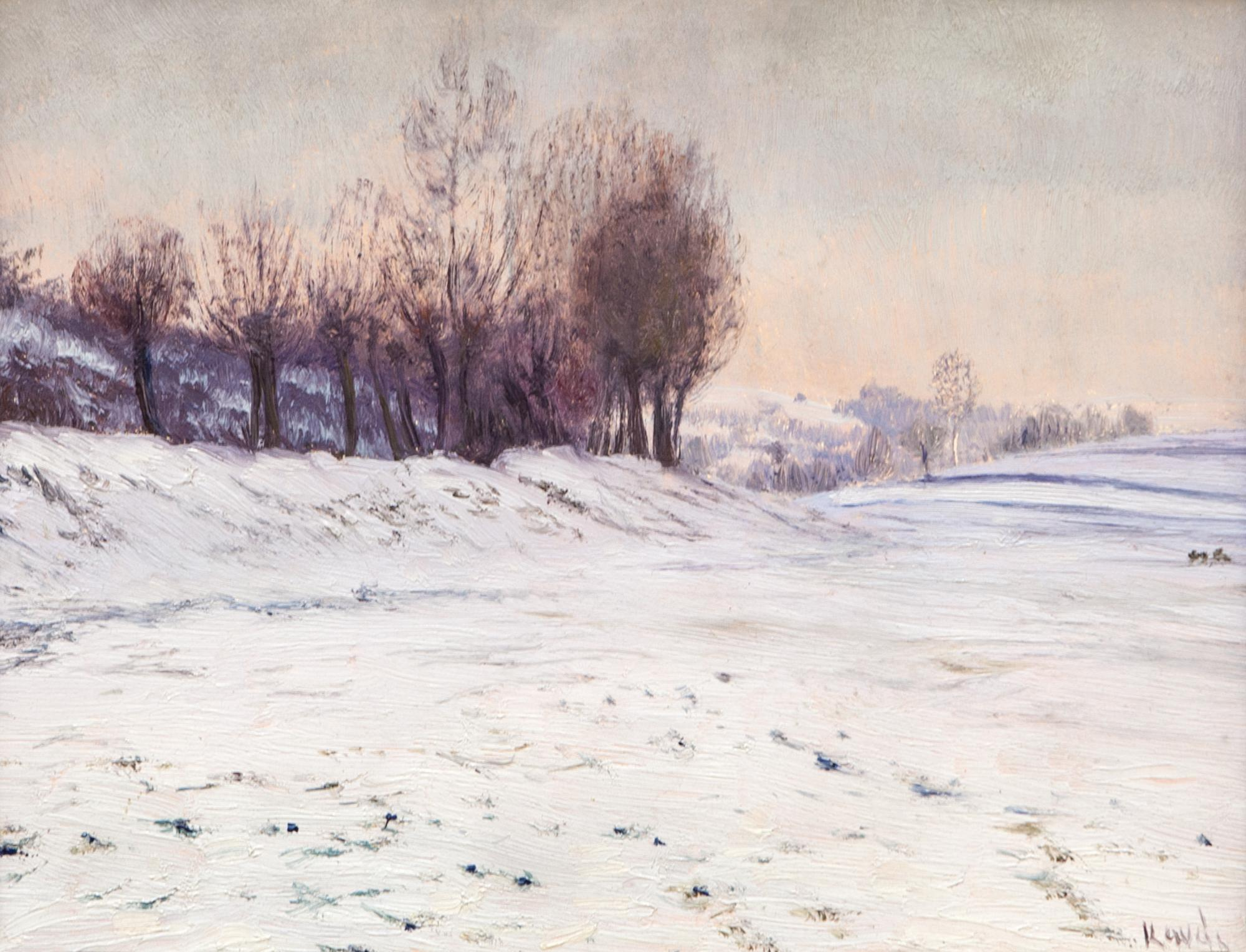
František Kaván Červánky u Železnice (kol. 1900)
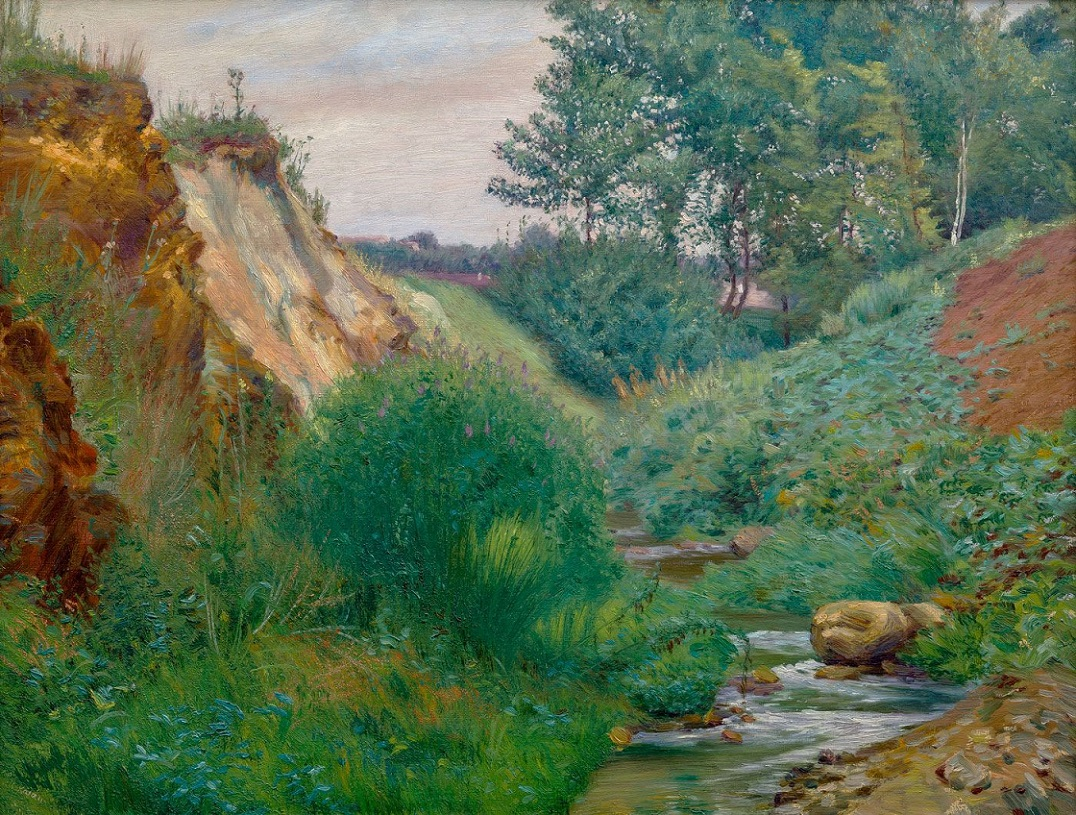
František Kaván Rokle za humny
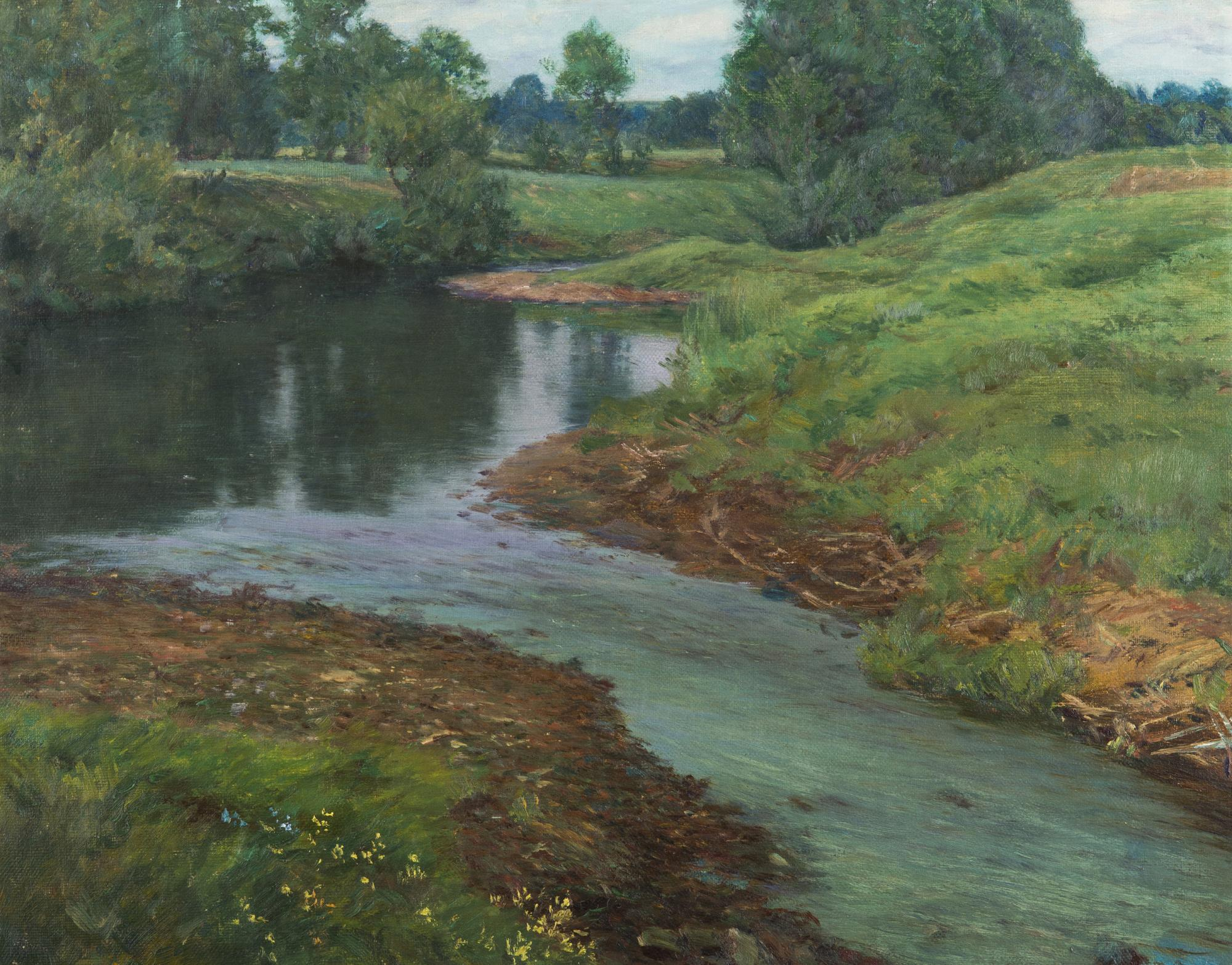
František Kaván Chrudimka (1902-04)
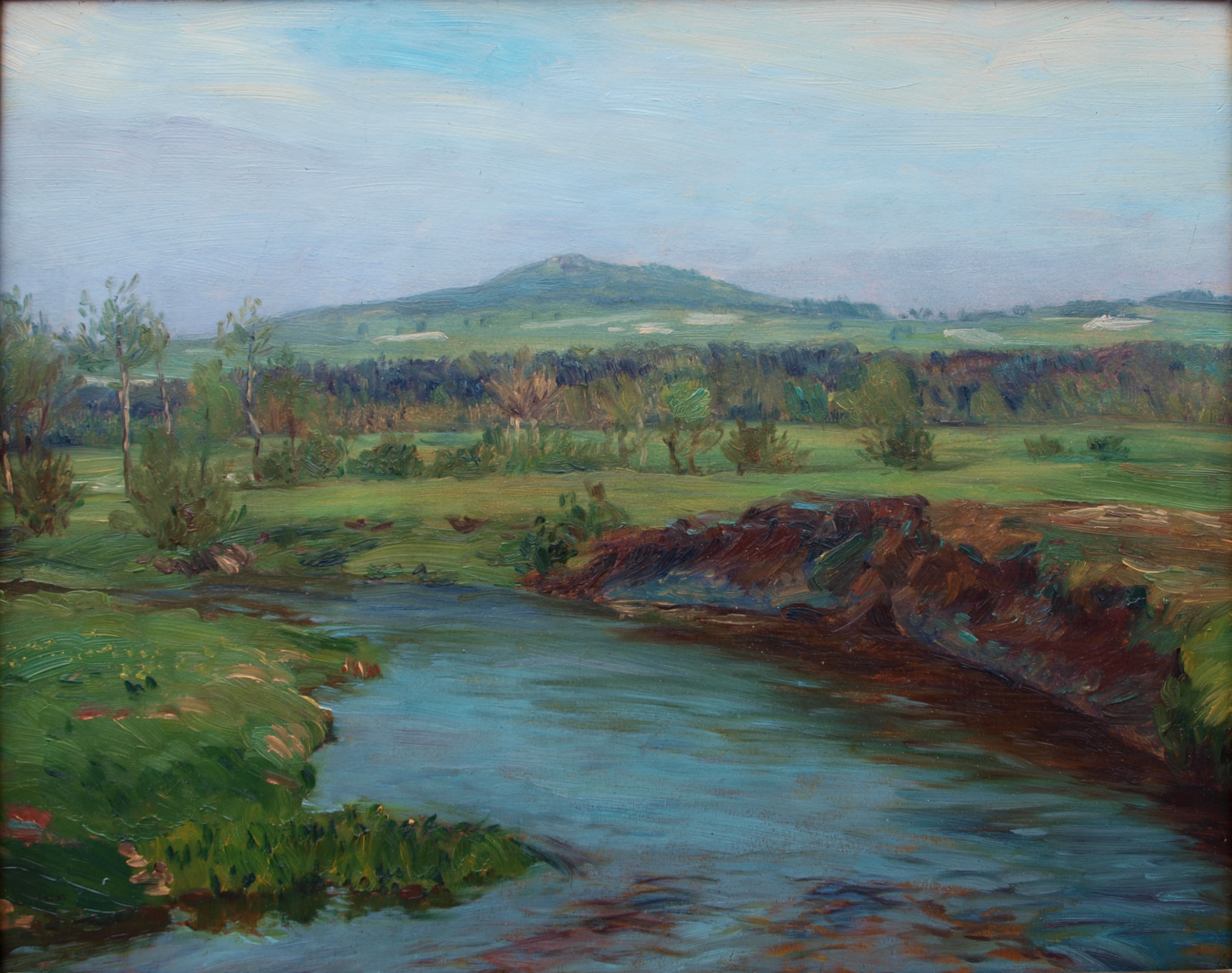
František Kaván Na Chrudimce (1904)
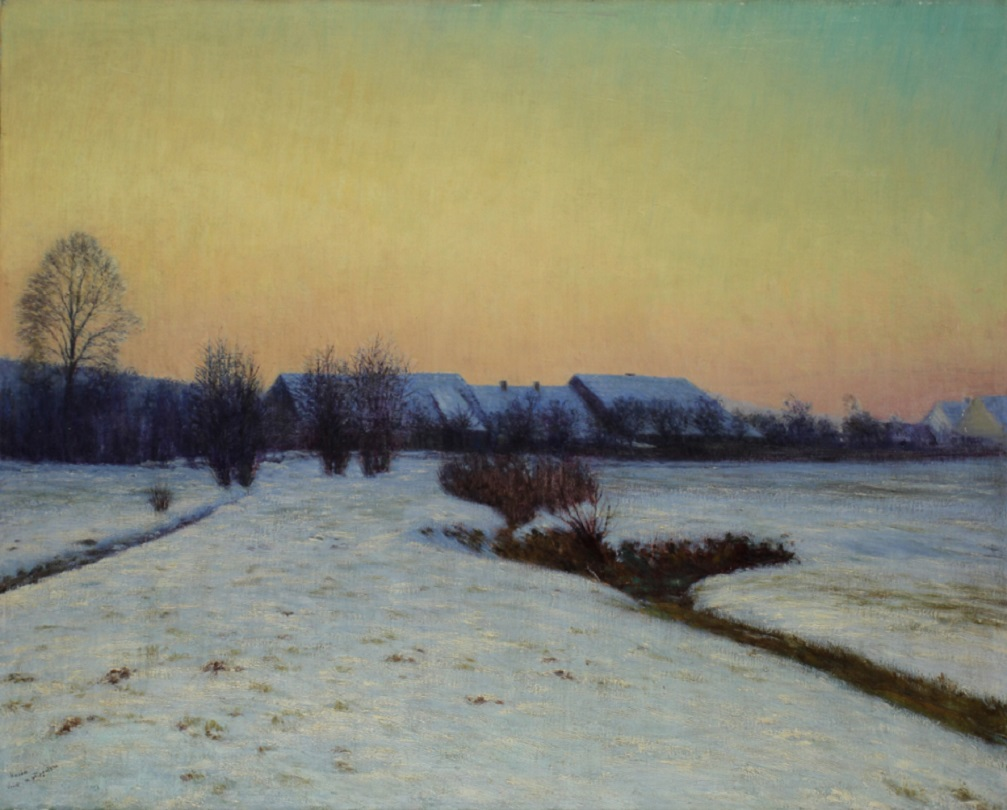
František Kaván Večer v příprašku
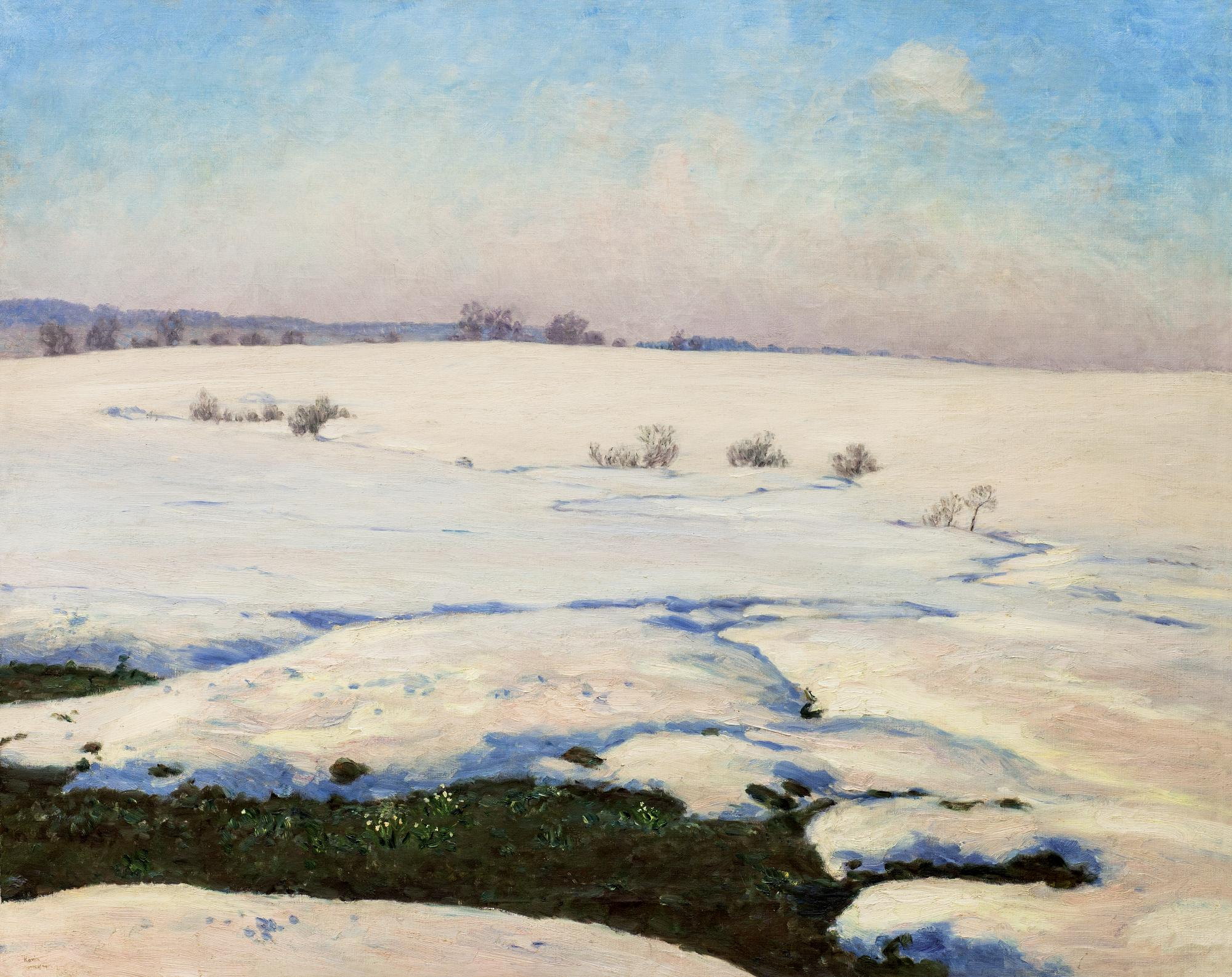
František Kaván Konec zimy
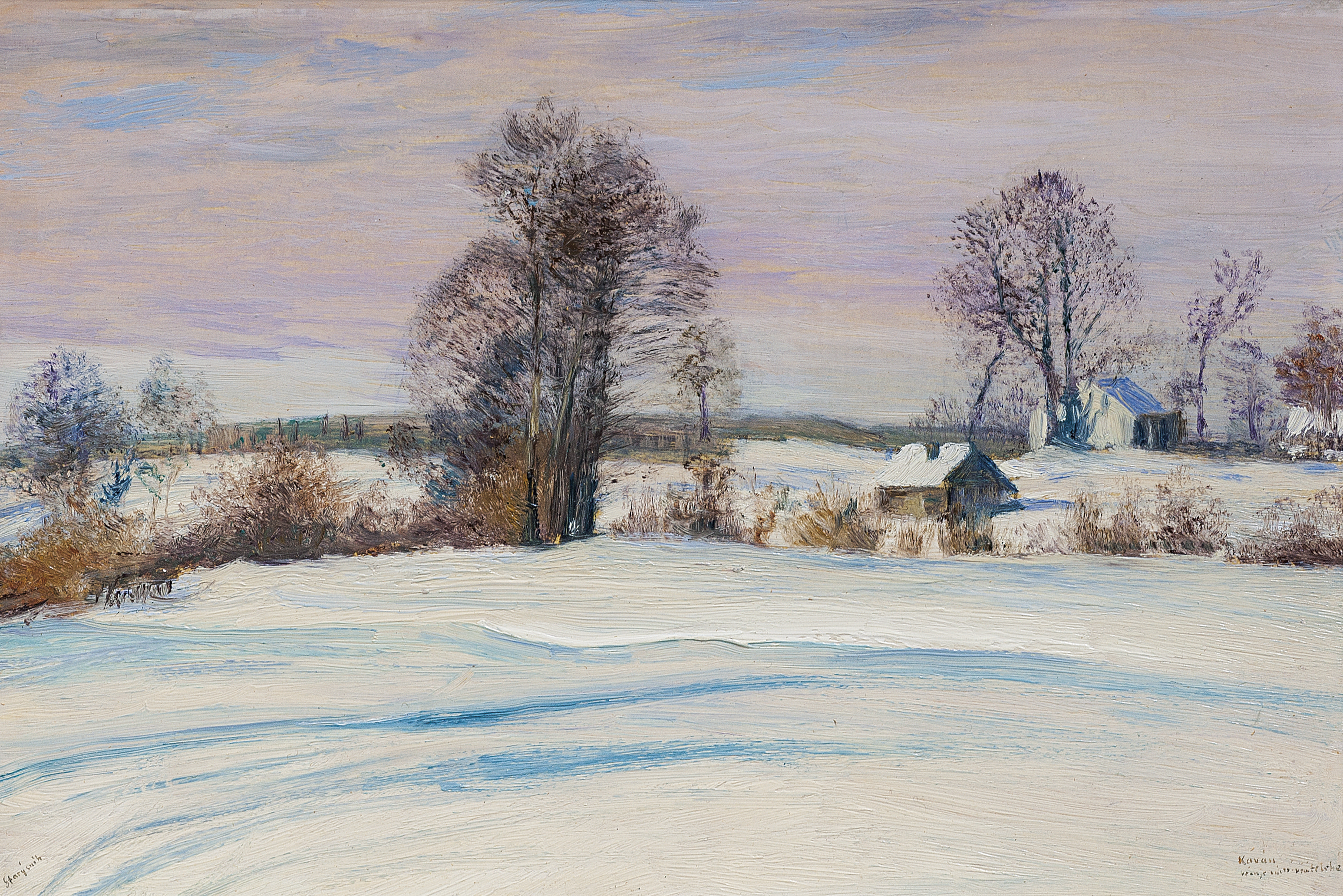
František Kaván Starý sníh (1905-10)
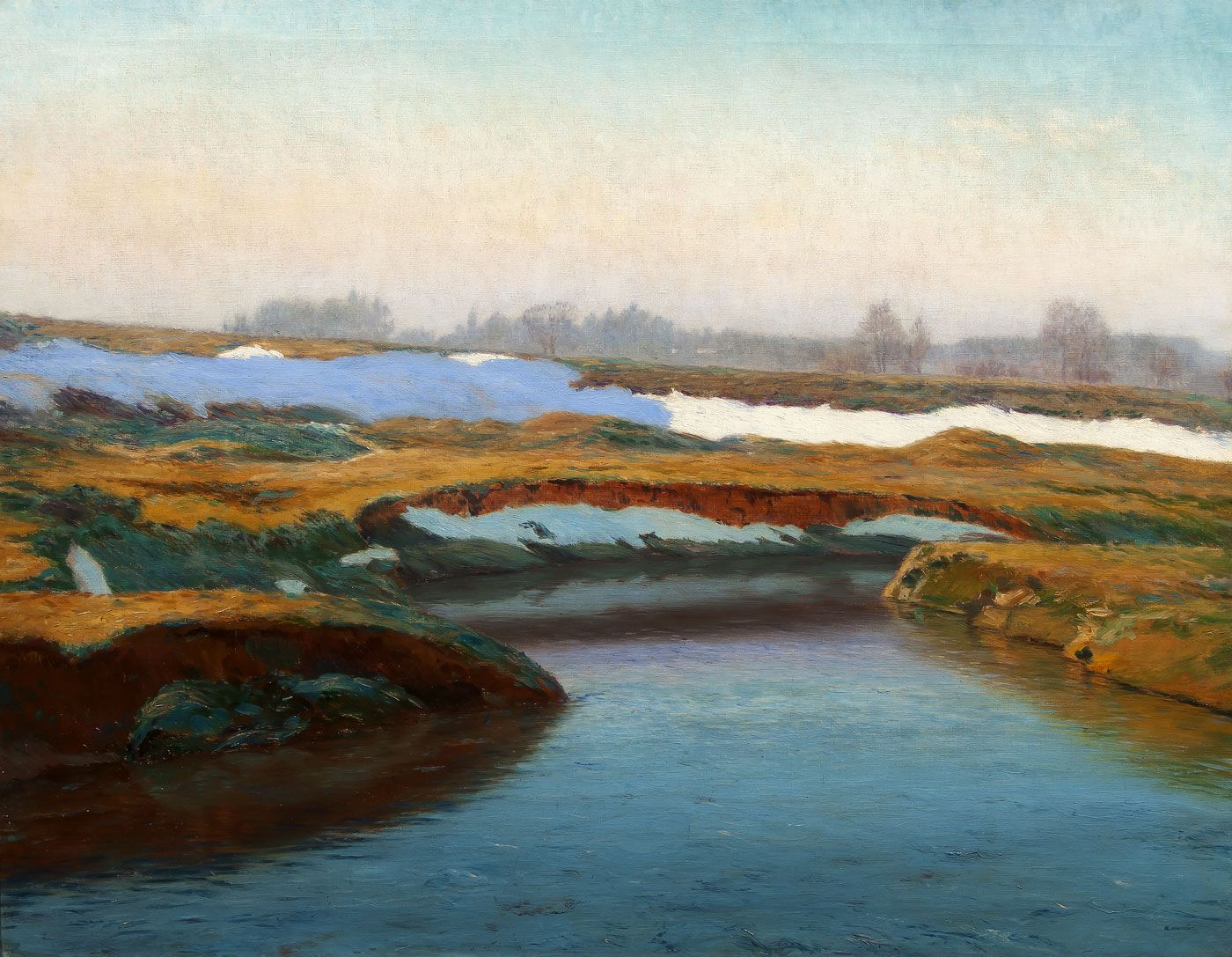
František Kaván Jarní tání (kol. 1910)
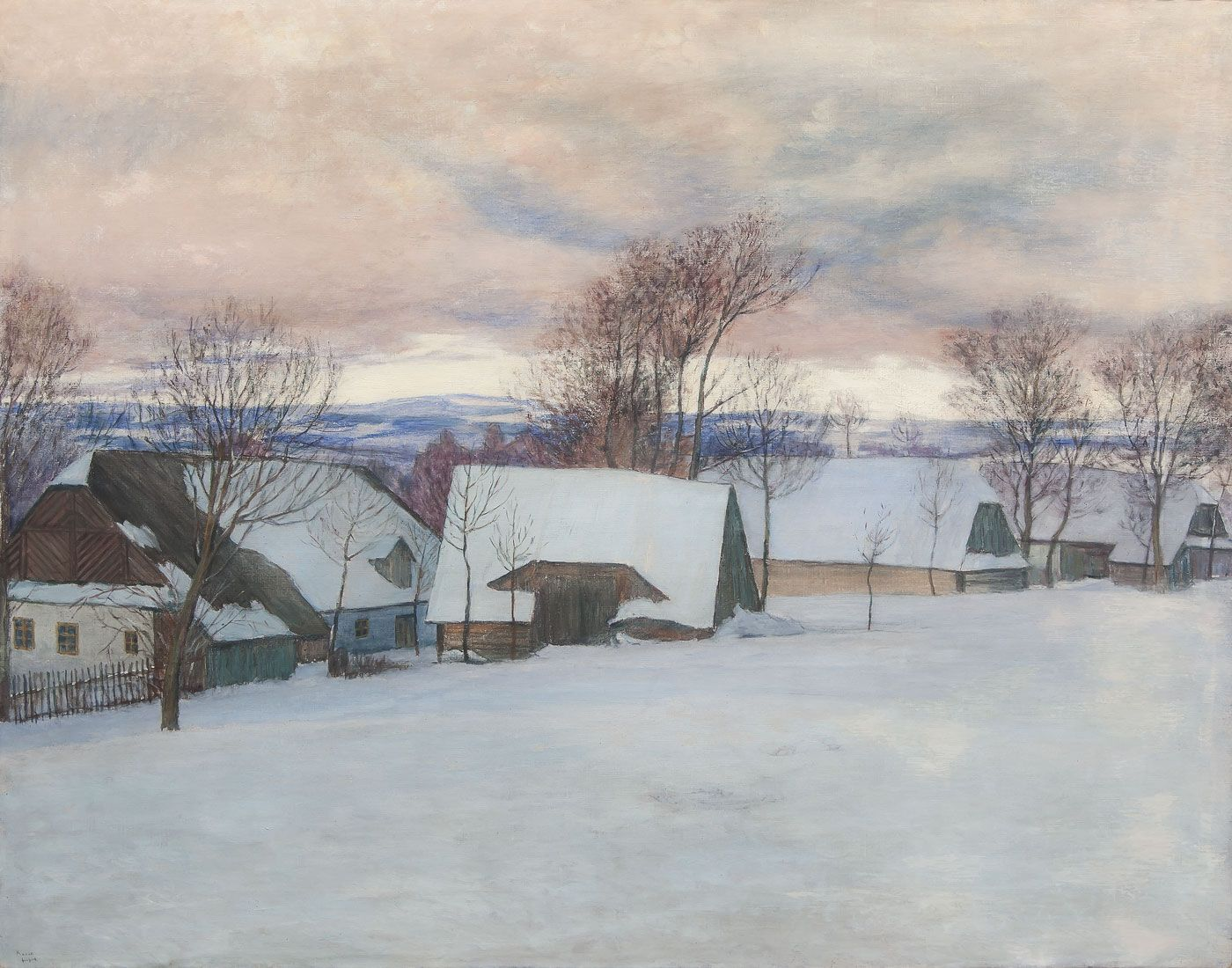
František Kaván Zima na Vysočině (kol. 1910)
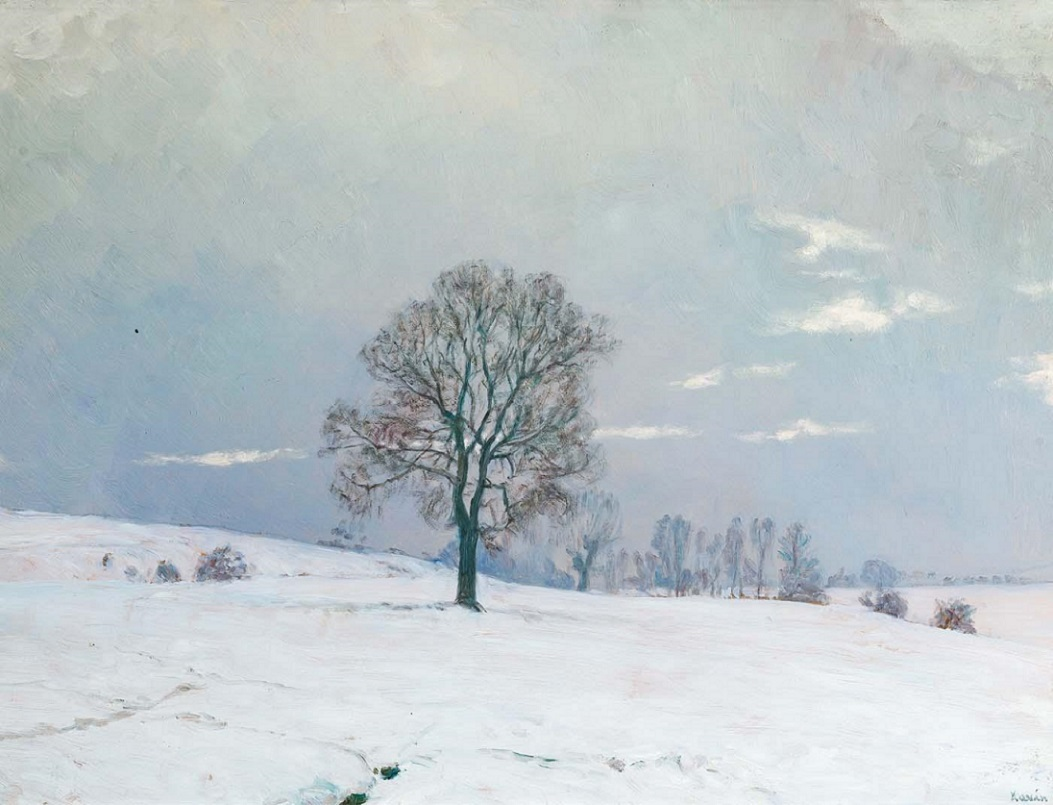
František Kaván Zima
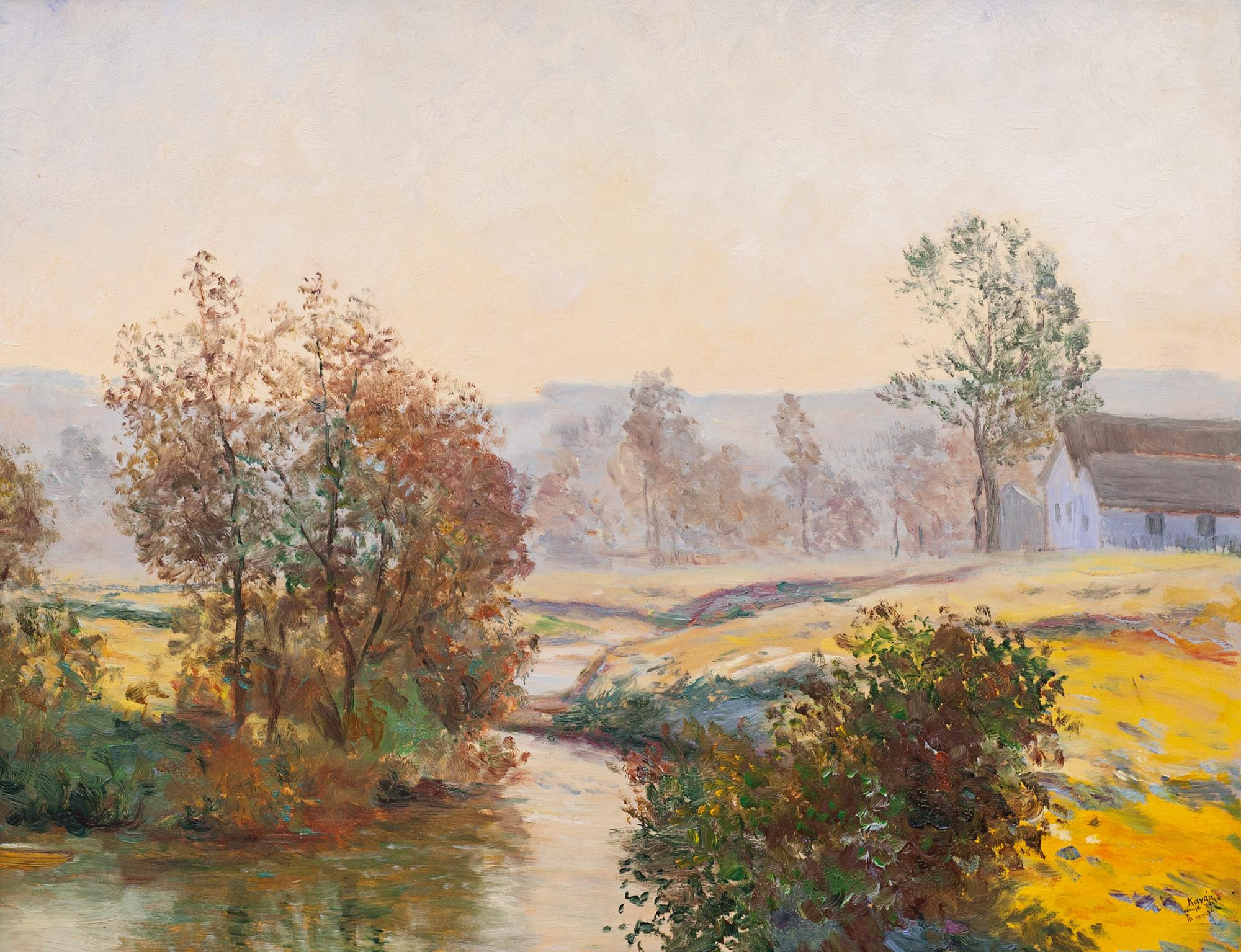
František Kaván Po mraze (kol. 1910)
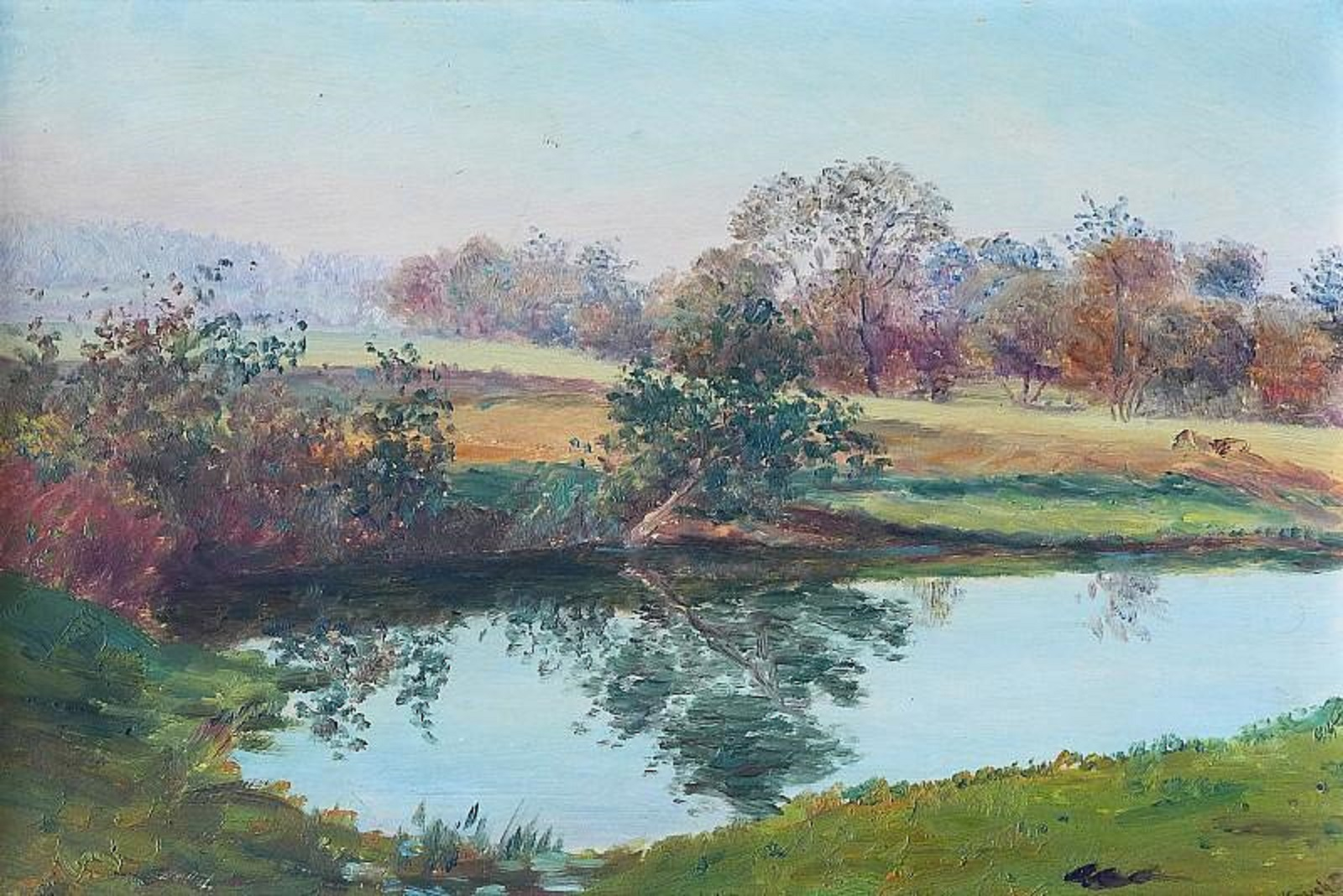
František Kaván Rybníček po ránu
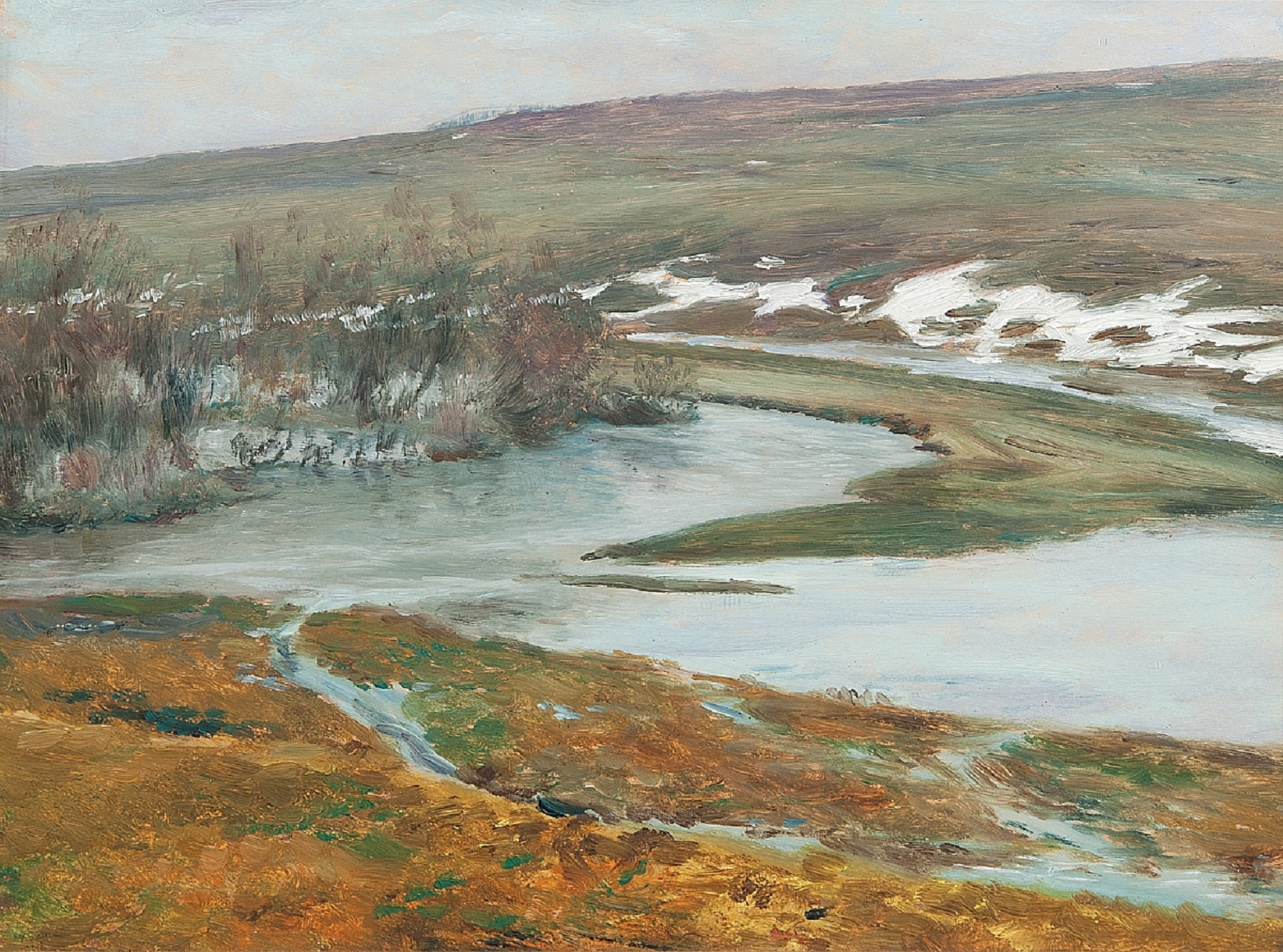
František Kaván Tání na Chrudimce
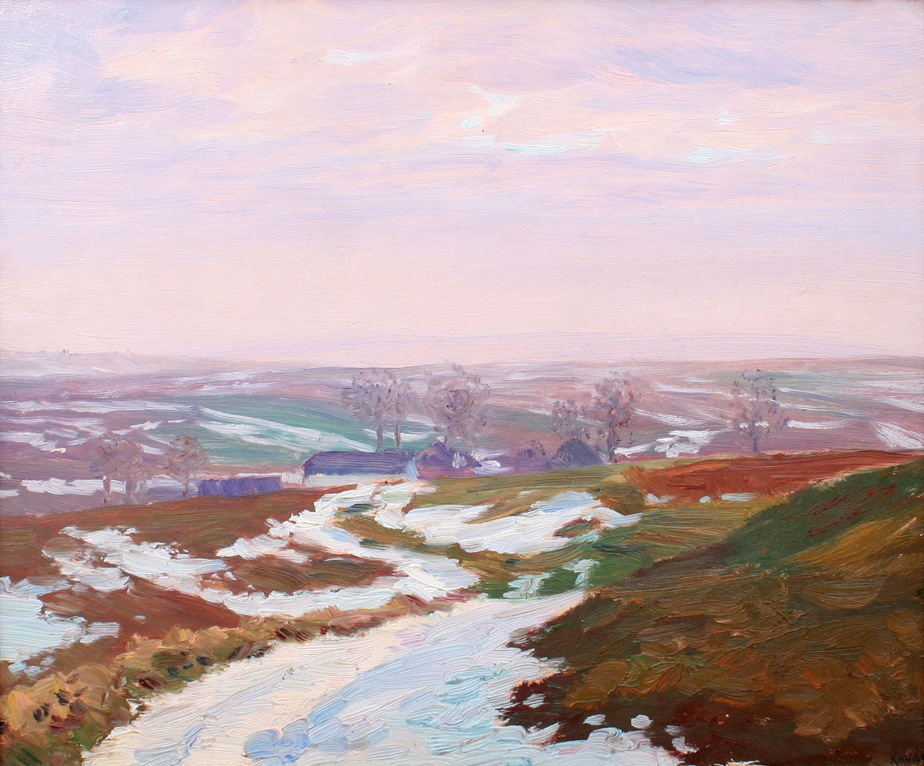
František Kaván Jarní tání
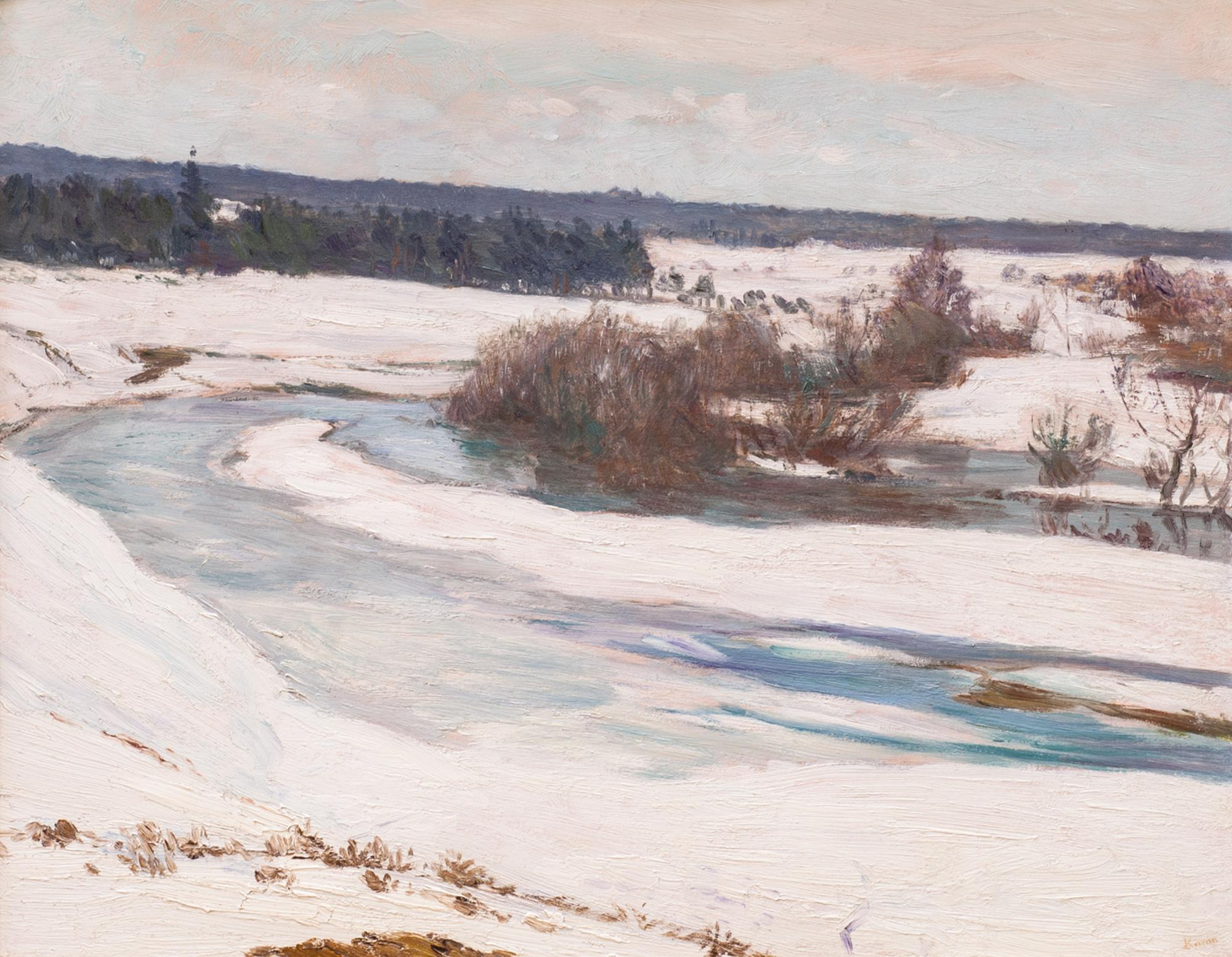
František Kaván Zákruta říčky
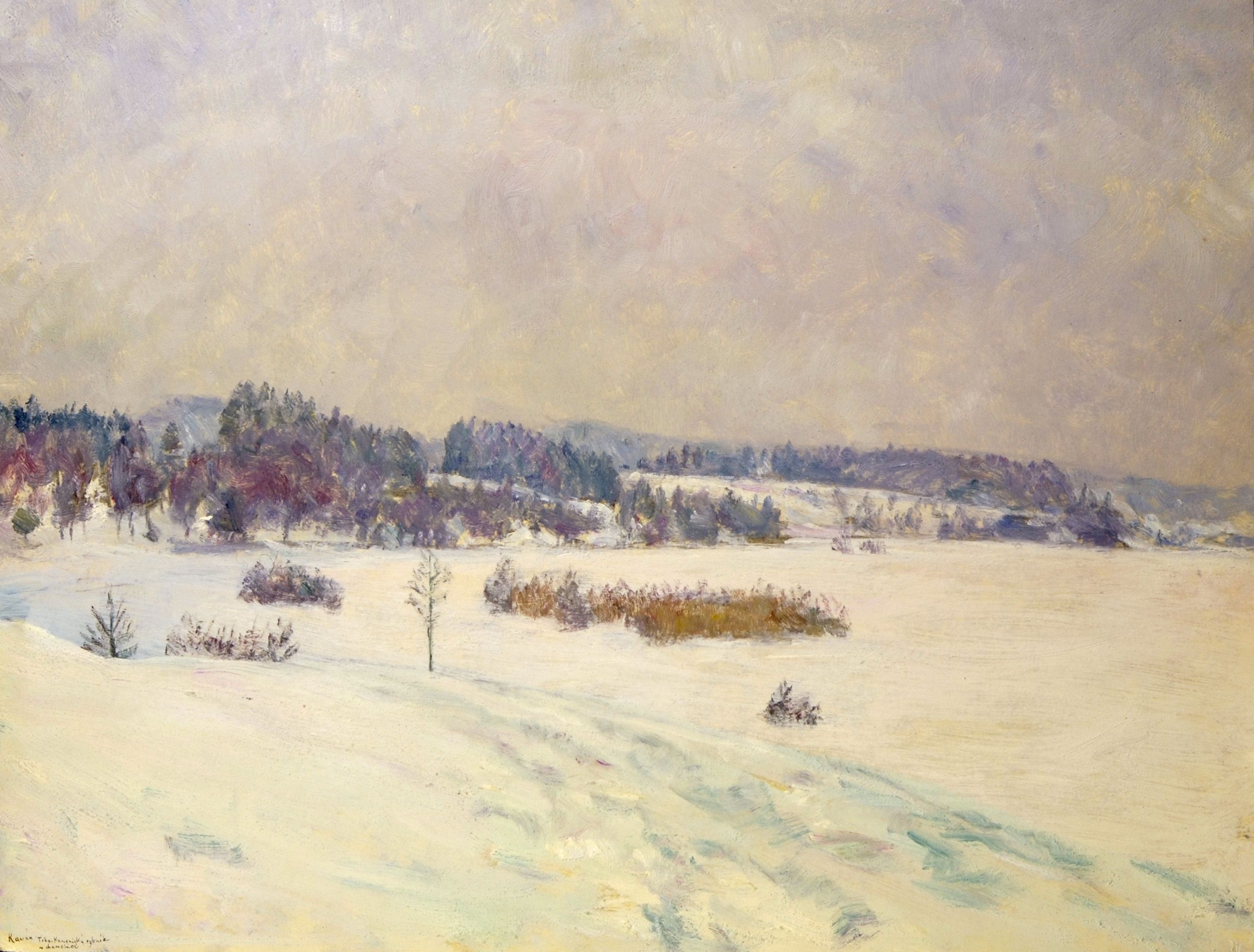
František Kaván Kamenický rybník v chumelenici
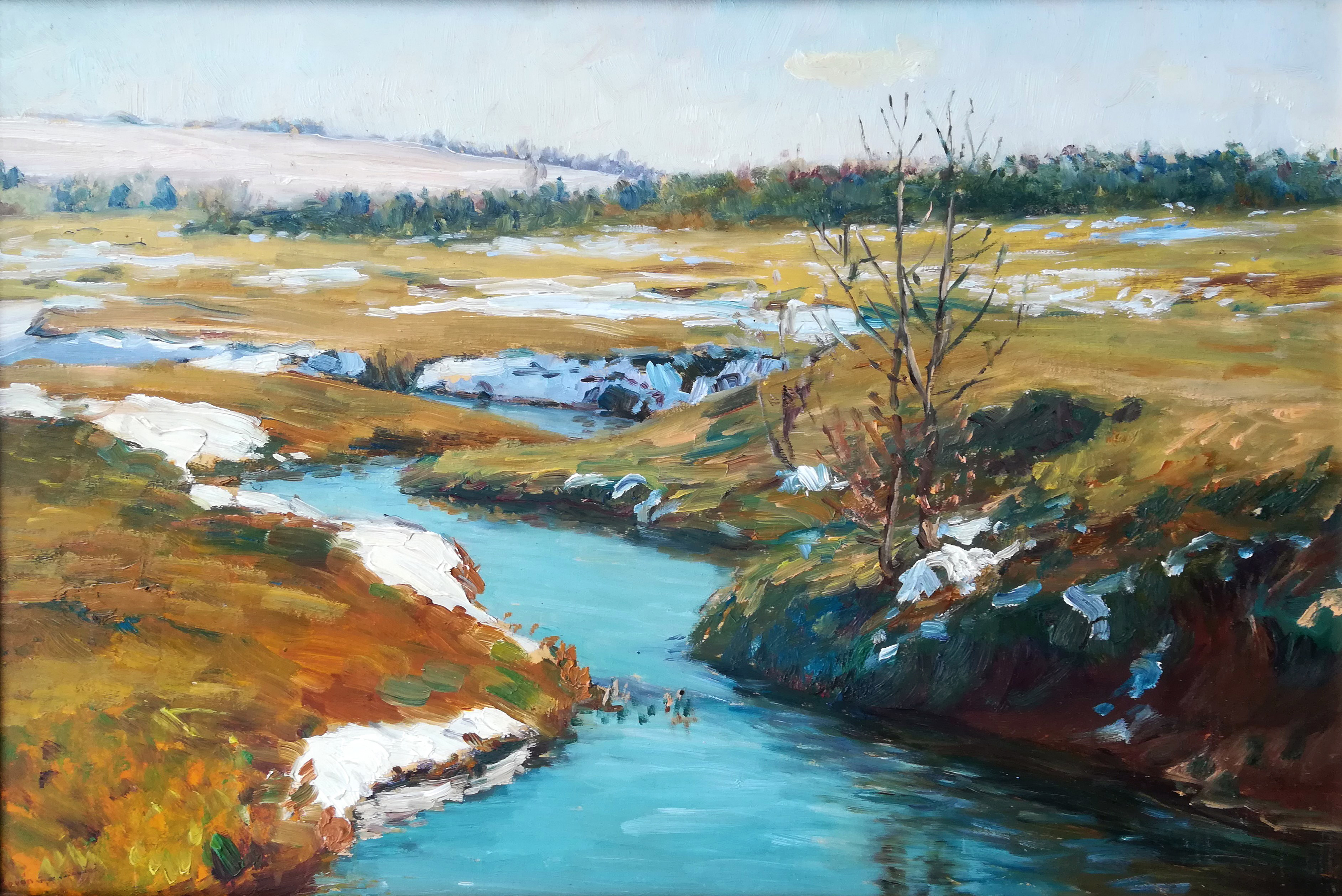
František Kaván Tání (kol. 1920)
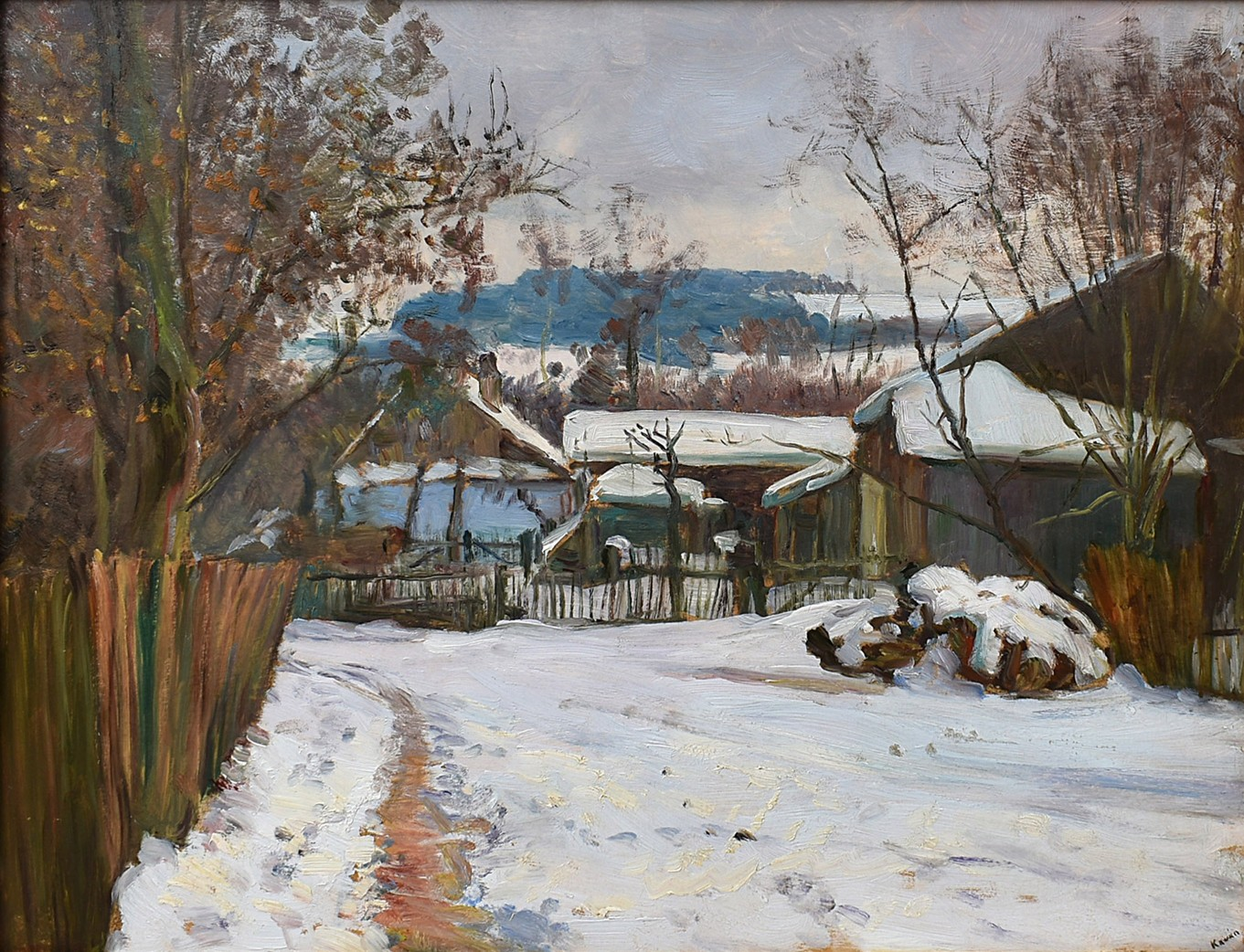
František Kaván Motiv z Vítanova u Hlinska
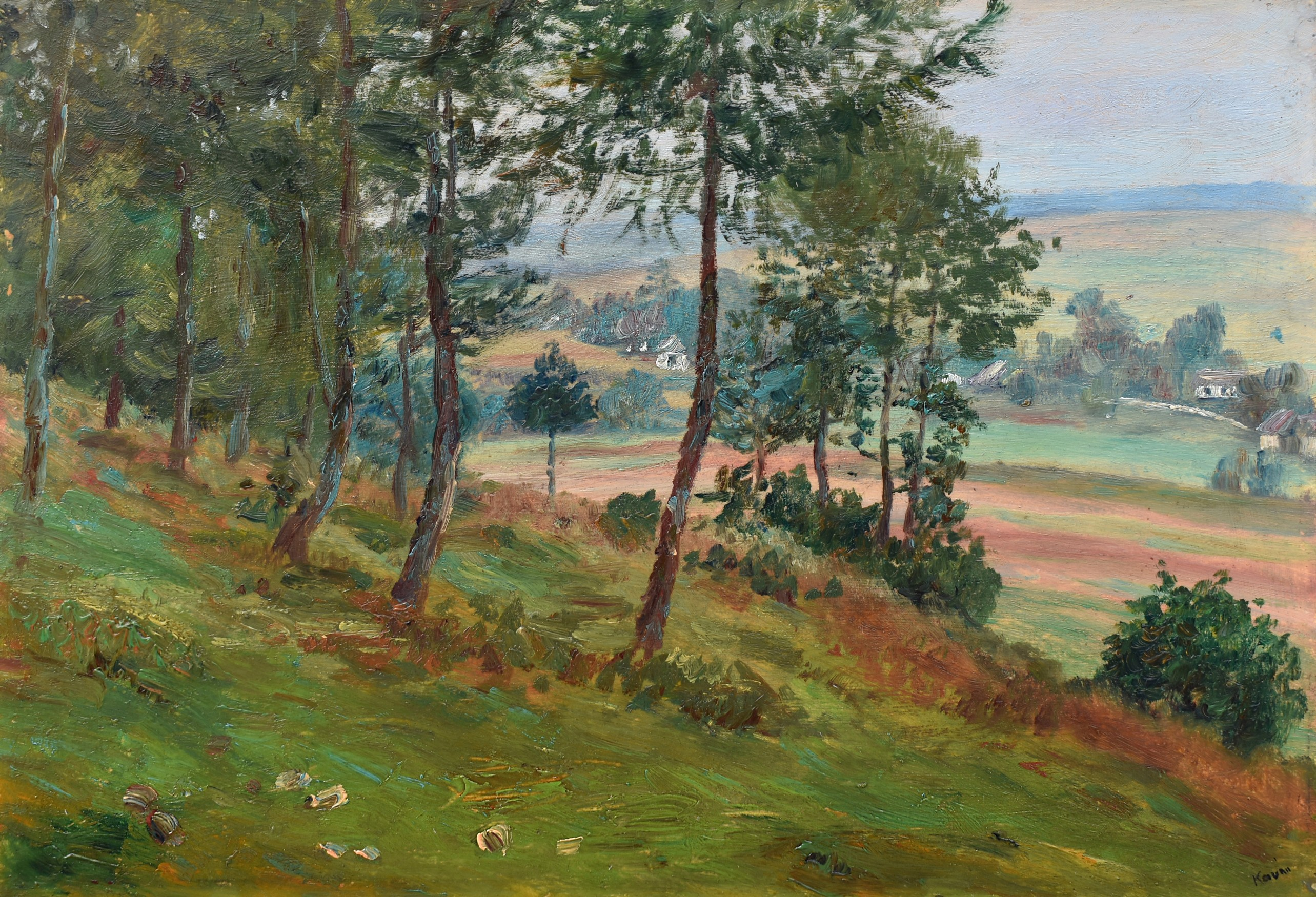
Kaván František Lesní stráň
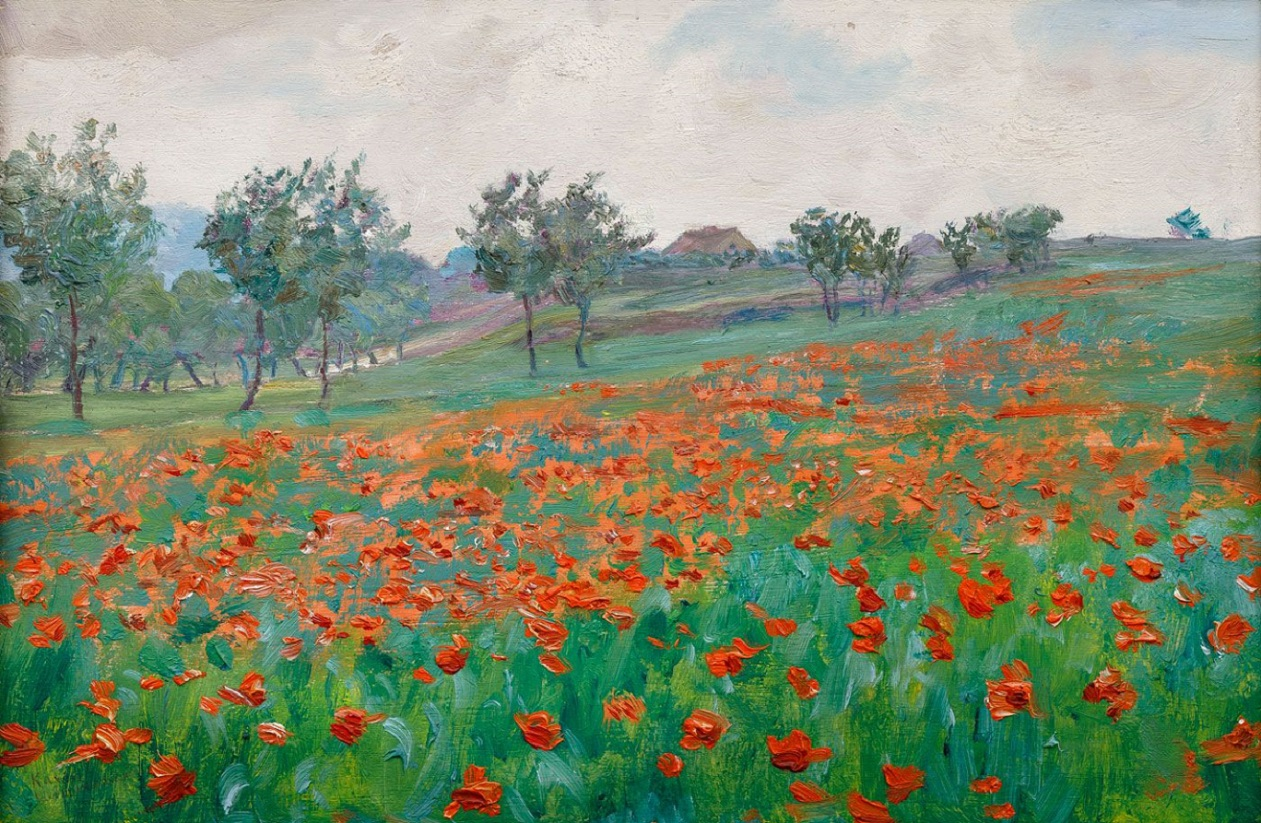
František Kaván Krajina s vlčími máky
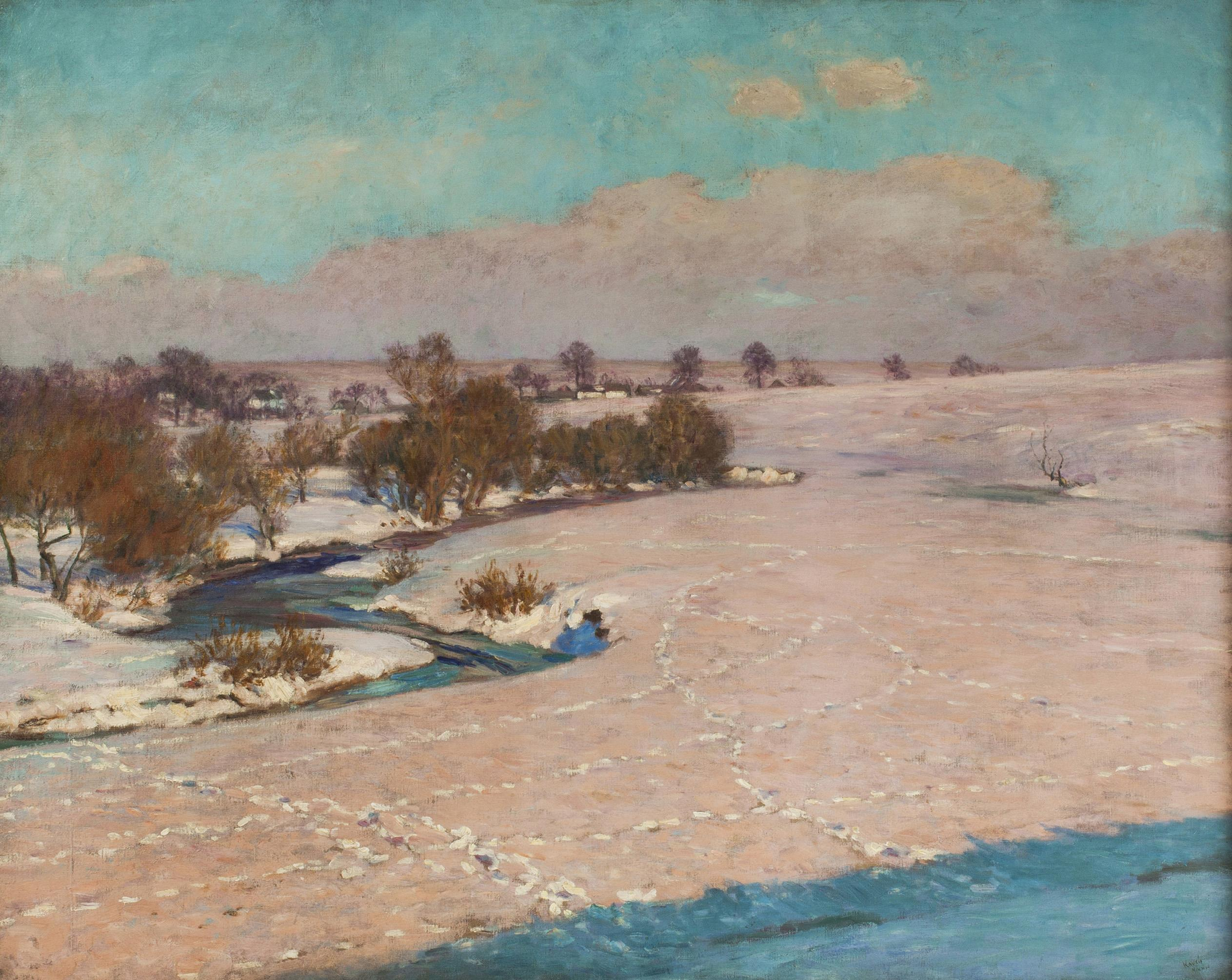
František Kaván Mrazivo
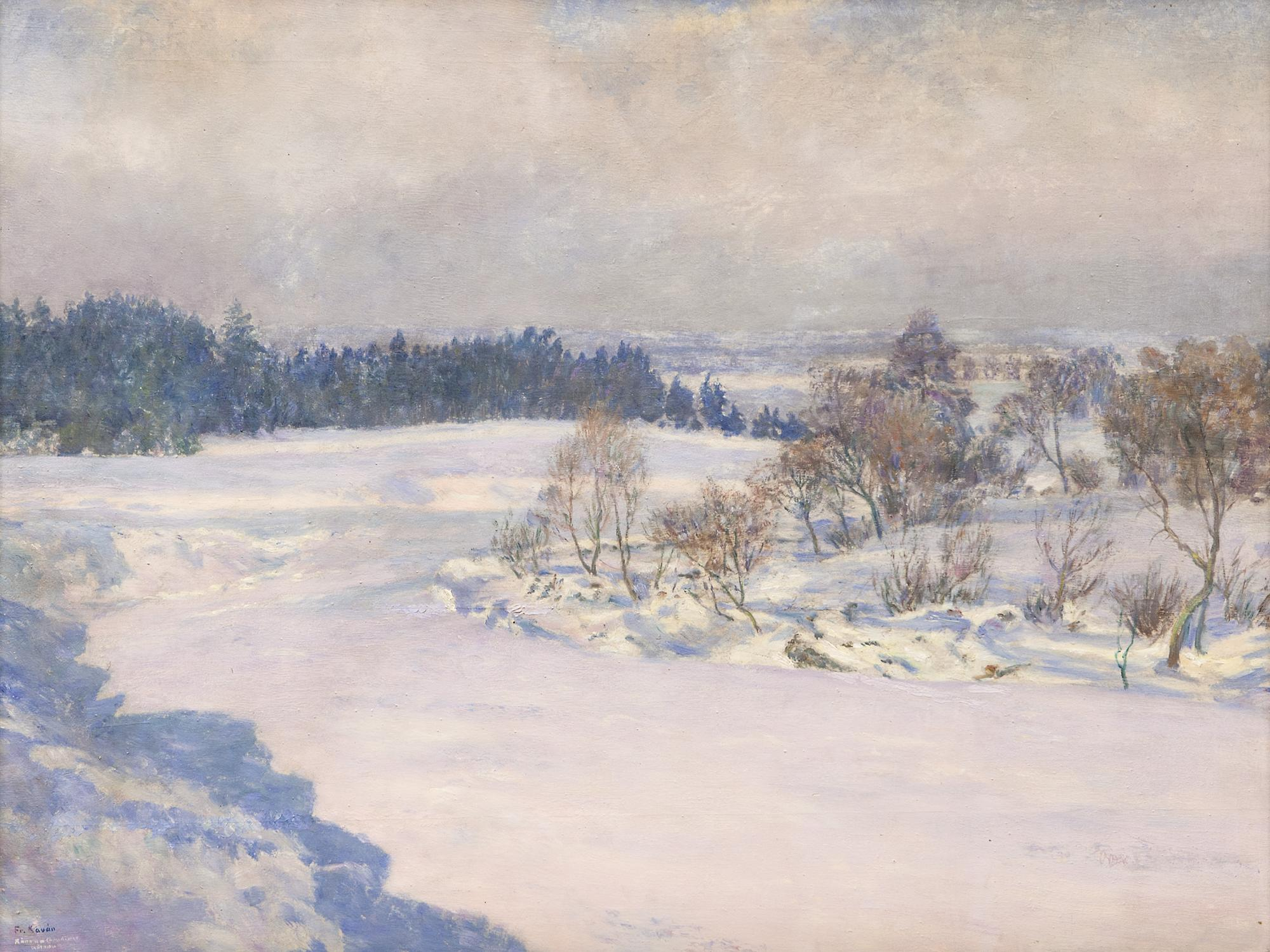
František Kaván Ráno na Chrudimce u Stanu (kol. 1920)
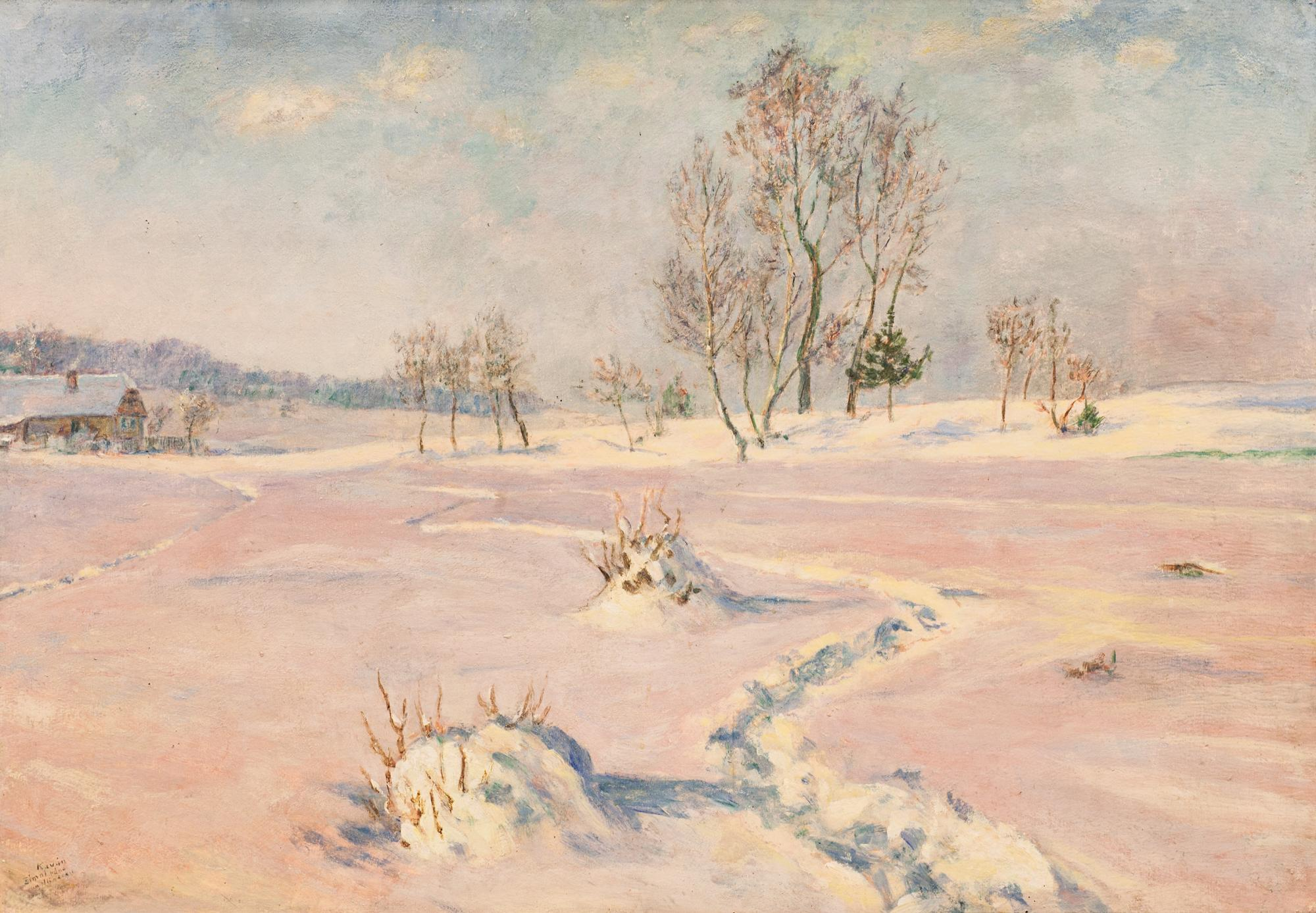
František Kaván Zimní ráno na Hlinecku (kol. 1925)
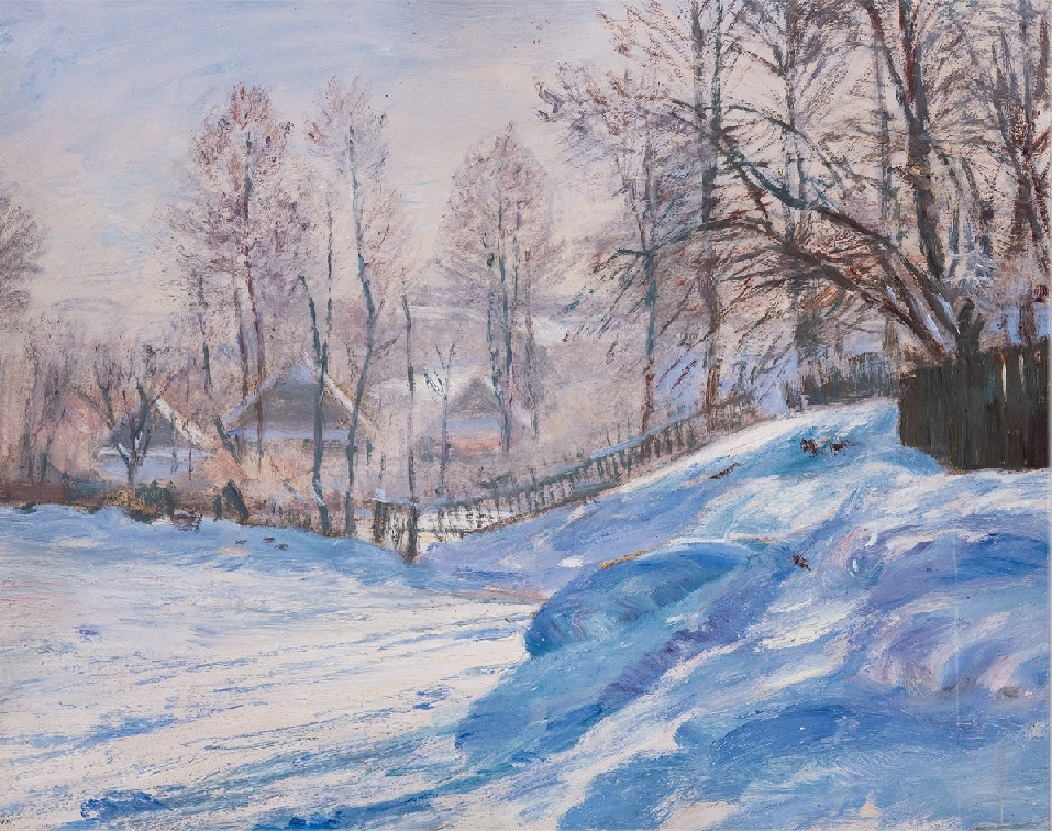
František Kaván Mrazivé ráno ve Vítanově
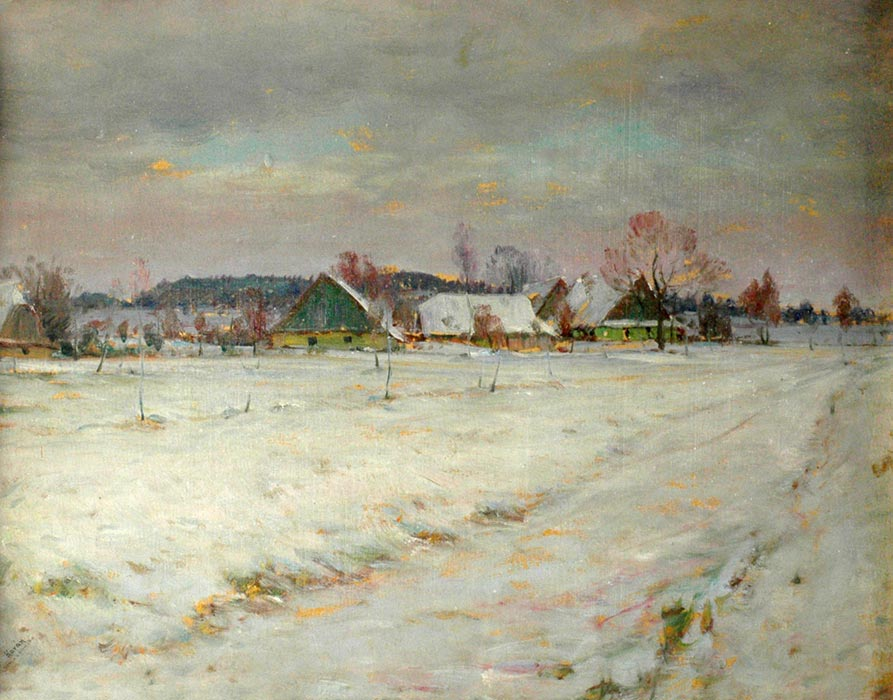
František Kaván Zima u Hlinska
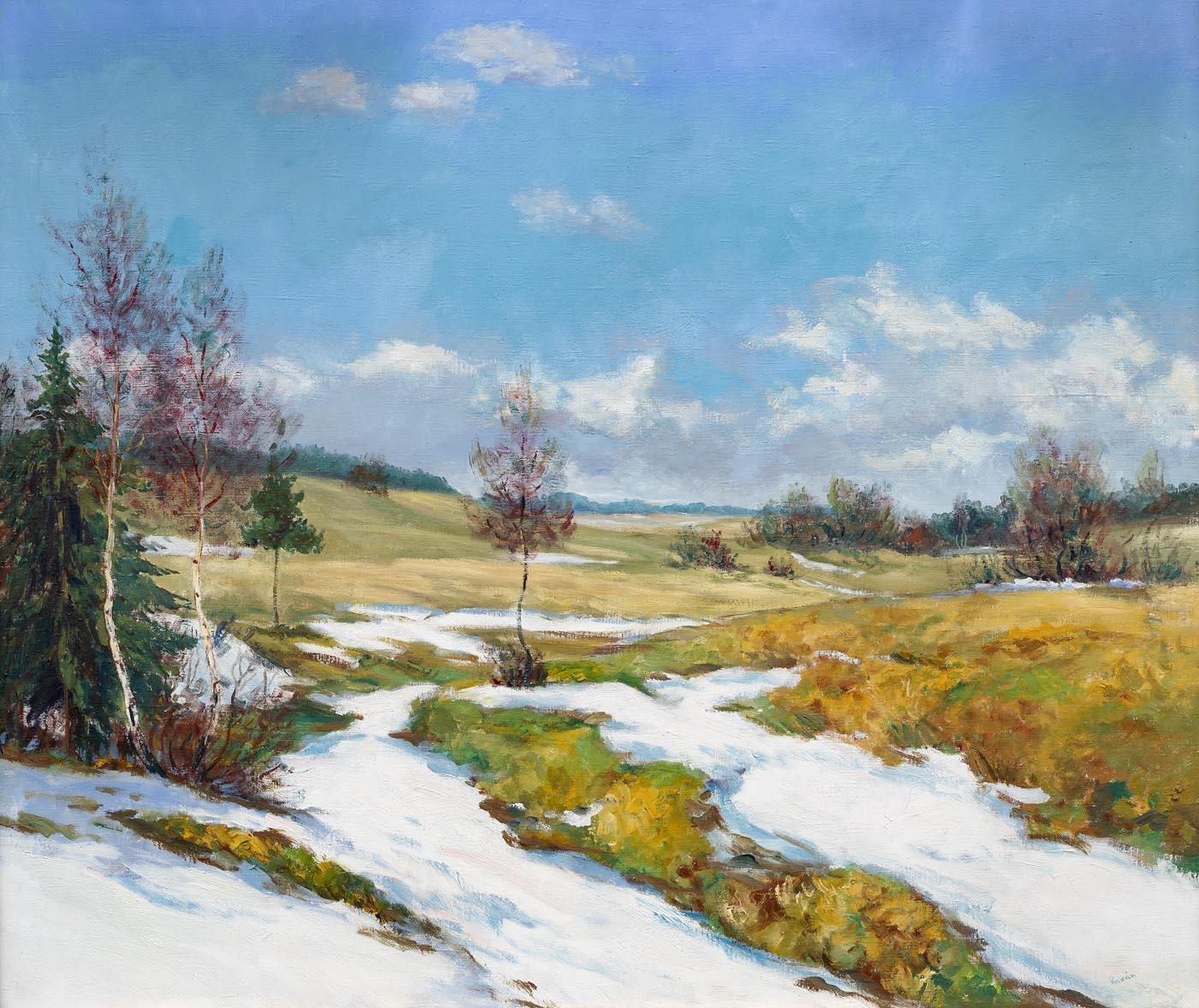
František Kaván Jarní tání (kol. 1930)
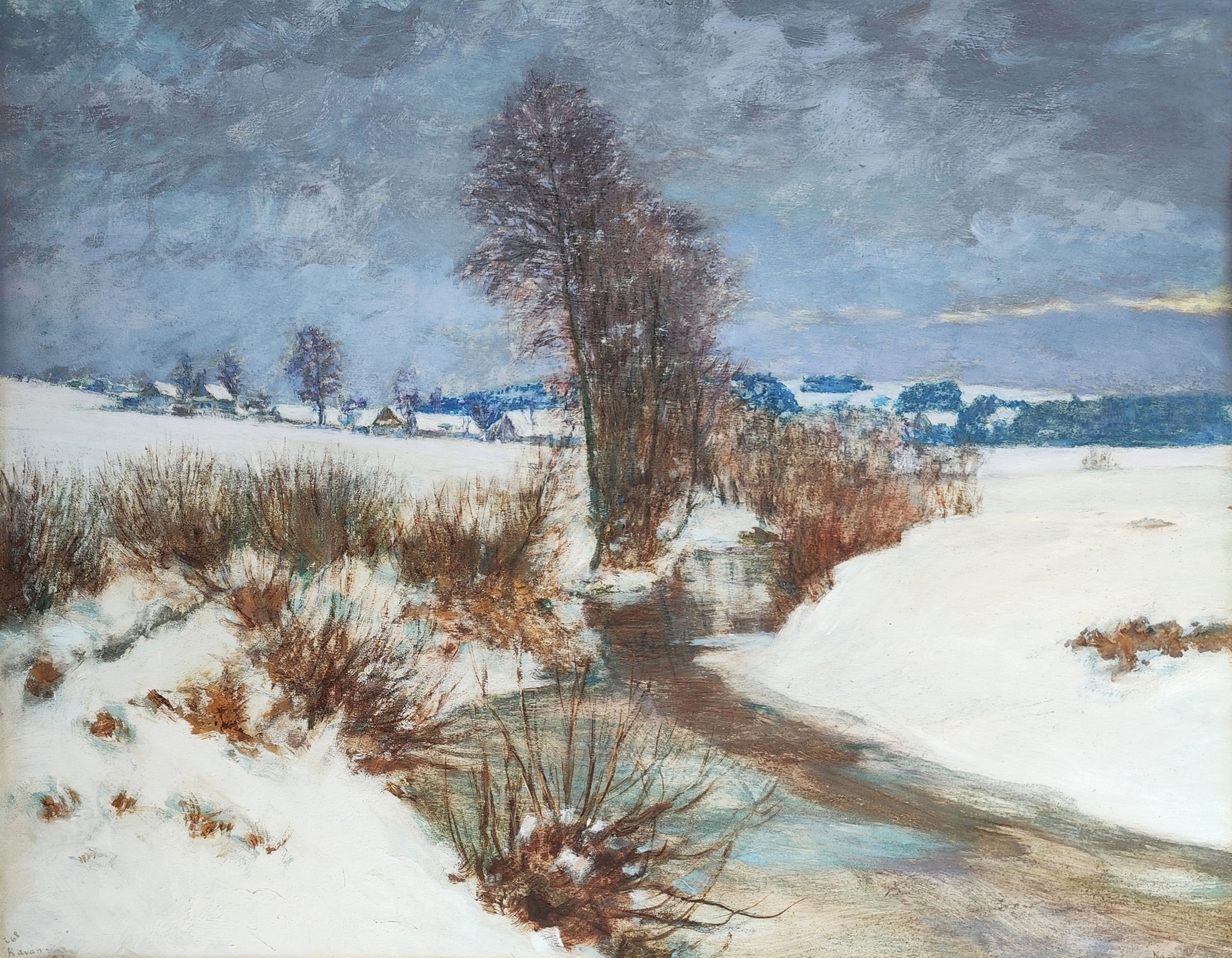
František Kaván Řeka v zimní krajině
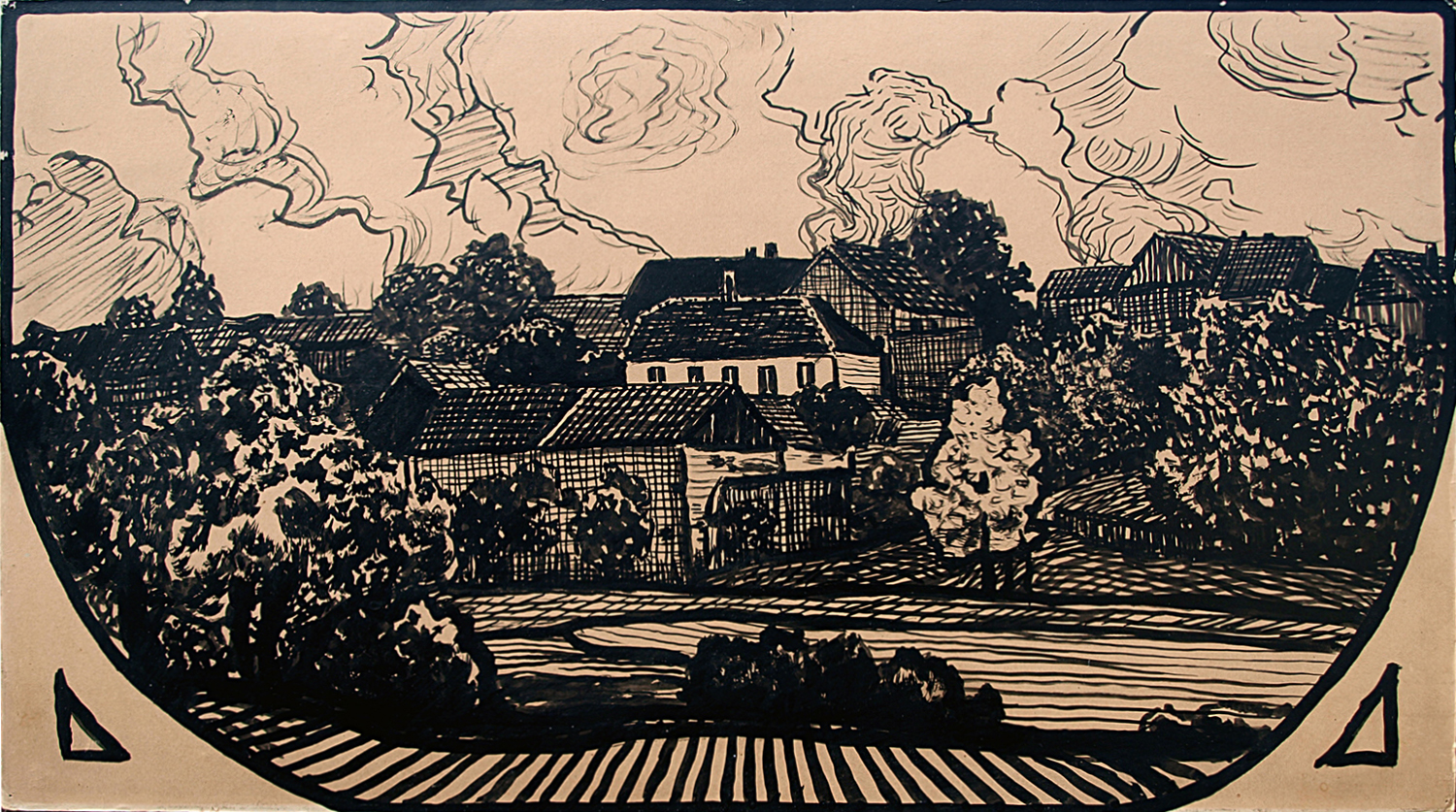
Kaván František  Návrh Ex libris Lad. J. Živný (1910)